# Sundgau

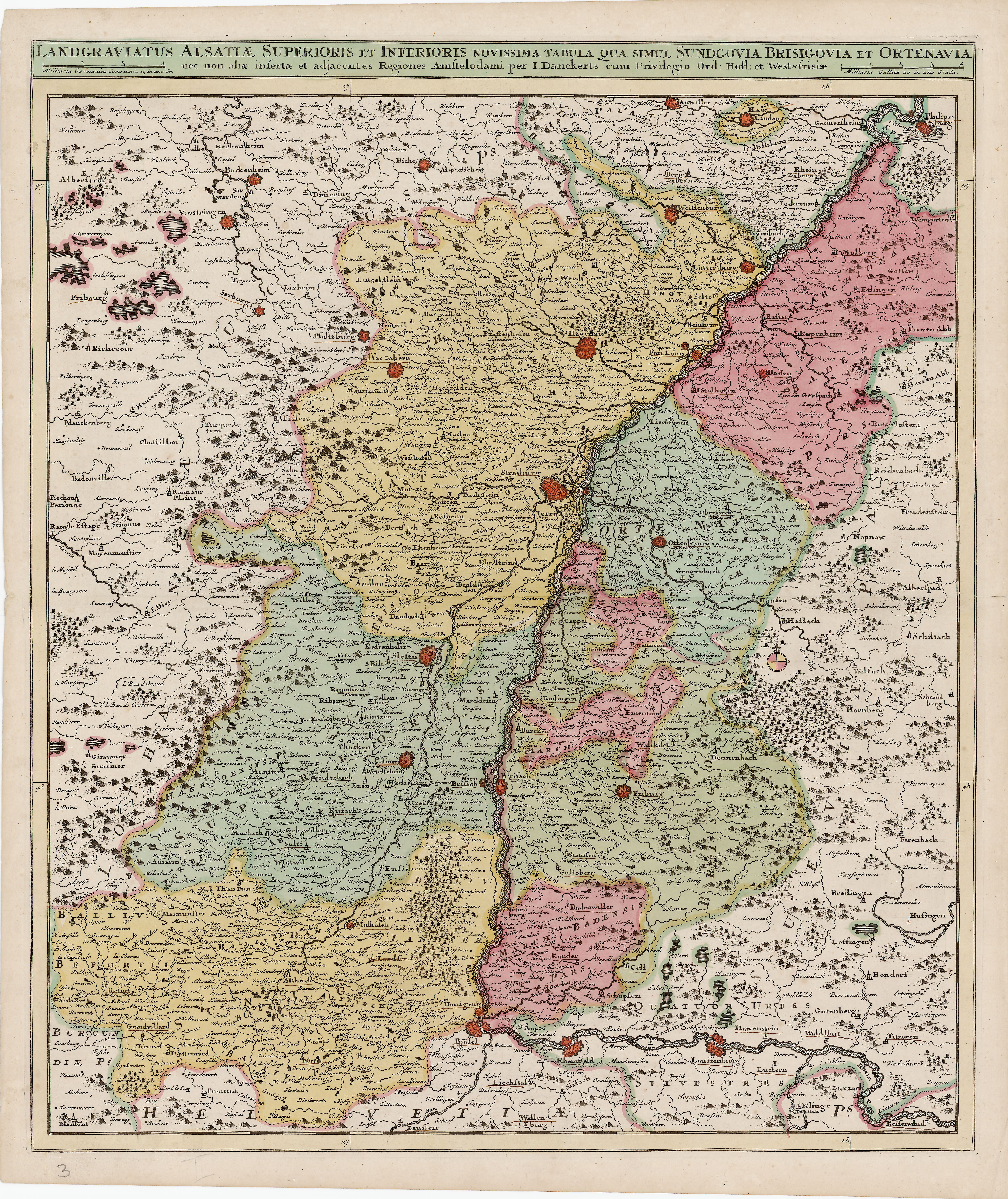
Historischer Sundgau: Bereich unten (hellgelb)

Als Sundgau wird eine hügelige Landschaft im Süden des Elsasses im südlichen Bereich des Départements Haut-Rhin bezeichnet. Sie befindet sich heute fast gänzlich auf französischem Staatsgebiet; zum Sundgauer Hügelland zählen jedoch auch die Schweizer Gemeinden Allschwil und Schönenbuch sowie jene des Leimentals und das Bruderholz am südöstlichen Rand, die geografisch wie kulturhistorisch zum Sundgau gehören.

## Das Gebiet in seiner geschichtlichen Entwicklung
Im Mittelalter - um die Mitte des 8. Jahrhunderts -  wurde das Gebiet des damaligen Elsasses in zwei Gaue eingeteilt, die „Nordgau“ (Nordgowe, „Unterelsass“) und „Südgau“ (Suntgowe, „Sundgau“, „Oberelsass“) genannt wurden. Die Grenze entsprach etwa derjenigen, welche 297 bei der Teilung der römischen Provinz Germania superior in Maxima Sequanorum im Süden und Germania prima im Norden festgelegt wurde – am Landgraben südlich von Schlettstadt.

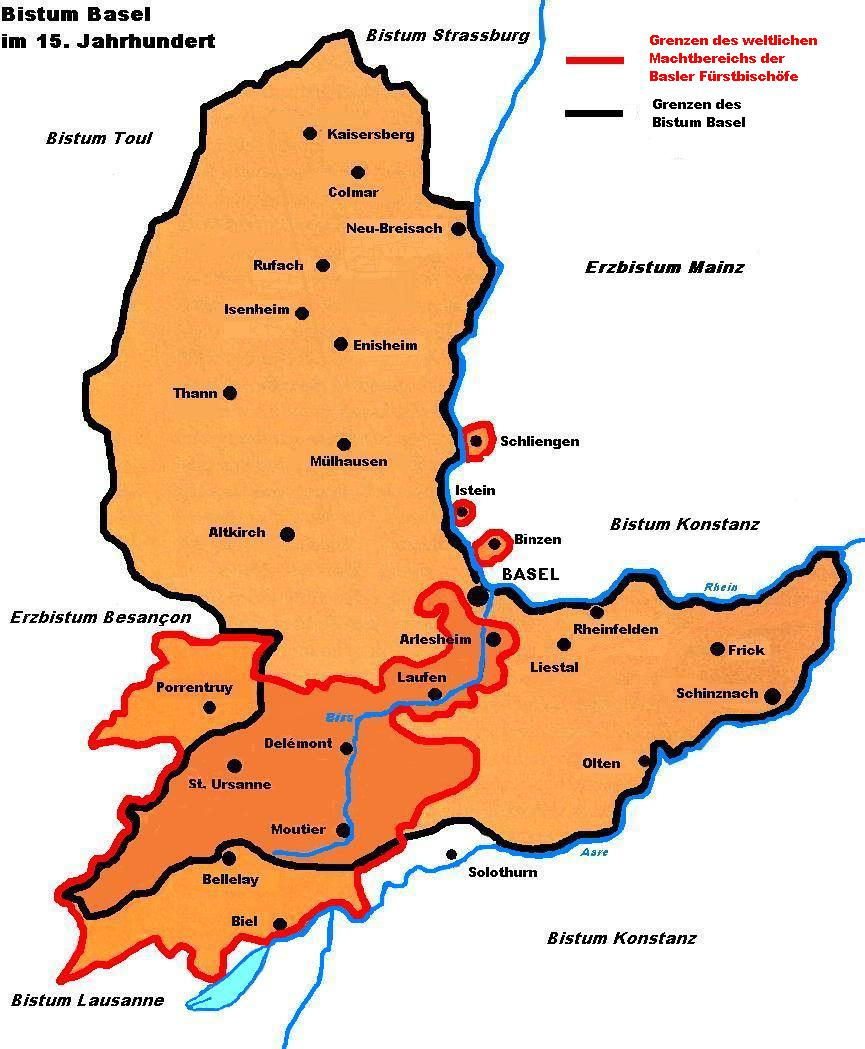
Ausdehnung des Bistums Basel im 15. Jahrhundert

Bis weit in die Neuzeit grenzte dort auch das Bistum Basel (Kirchenprovinz Besançon) an das Bistum Straßburg (Kirchenprovinz Mainz).
Der Sundgau bzw. das Oberelsass entsprach also etwa dem heutigen Département Haut-Rhin, bis ins 11. Jahrhundert jedoch reichte er im Süden noch über den Jura bis an die Aare. Im Spätmittelalter fand eine Begriffsverengung auf jene Teile statt, die unter habsburgischer Herrschaft standen. Diese reichten im Norden bis zur Thur, im Westen bis über Belfort hinaus, also in traditionell französisches Sprachgebiet.
Die Habsburger wurden im Rahmen des Westfälischen Friedens 1648 gezwungen, den Sundgau an den französischen König abzutreten. Bis zur französischen Revolution gehörte das Oberelsass kirchlich zum Bistum Basel.
In neuester Zeit, nachdem 1871 das Territoire de Belfort vom Département Haut-Rhin getrennt wurde, fand eine weitere Reduzierung auf die Gebiete im südlichen Oberelsass statt.
2021 wurde die Europäische Gebietskörperschaft Elsass ("Collectivité européenne d’Alsace (CeA)") geschaffen. Sie umfasst die beiden Départements Bas-Rhin und Haut-Rhin, gehört zur Region Grand Est und hat ihren Sitz in Straßburg. Das Logo (Buchstabe A in stilisiert herzförmiger oder Brezel-Umrandung) ist häufig an Ortseinfahrten zu sehen.  

## Geografie
Unter Berücksichtigung geologischer und historischer Gesichtspunkte lässt sich der Sundgau in ein sechseckiges Gebiet mit folgenden Eckpunkten eingrenzen:
- Thann im Nordwesten (Grenze zu den Vogesen)
- Mülhausen im Nordosten (Grenze zur Oberrheinischen Tiefebene)
- Basel im Südosten (Grenze bei Ettingen zur Landskron- und Blauenkette sowie zum Birseck)
- Ferrette im Süden (Grenze zum Pfirter Jura)
- Delle im Südwesten (Grenze zur Ajoie und zur Burgundischen Pforte)
- Belfort im Westen (Grenze zur Burgundischen Pforte)

Historisch erstreckte sich der Sundgau im Südwesten zeitweise bis Montbéliard.
Das Regionalzentrum ist die Kleinstadt Altkirch. Die Hügellandschaft ist von Landwirtschaft und dörflichen Strukturen geprägt. Der höchste Punkt des Sundgaus befindet sich in der Gemeinde Bettlach auf 525 m.ü.NN.

### Das Erscheinungsbild der Sundgaudörfer
Die Sundgaudörfer sind typische Haufendörfer des Altsiedellandes mit den dazu gehörenden großen Gemarkungen. Häufig sind sie straßendorfartig oder als Bachzeilendörfer in die Länge gezogen (z. B. die Dörfer im oberen Illtal oder auch das Bachzeilendorf Hirzbach). Bevorzugt ist die Tallage oder die Lage in einer Mulde. Einzelhofsiedlungen sind sehr selten. Der Weiler St. Blaise bei Bettlach entstand um die Mutterkirche von Fislis, Linsdorf und Bettlach. Der Birkenhof bei Ruederbach und der Windenhof bei Willer sind Mennoniten-(Wiedertäufer-) Hofgruppen, von denen es westlich der Rhein-Rhône-Wasserscheide noch weitere gibt.
Abgesehen von den modernen Zuwächsen sind die ländlichen Siedlungen noch immer gut erhaltene, meist recht locker bebaute Fachwerkdörfer. Es gibt Dörfer, bei denen Fachwerkbauten in größerem Umfang fehlen, da sie im Ersten Weltkrieg stark zerstört wurden (z. B. Ammertzwiller, Burnhaupt-le-Bas, Seppois-le-Bas). In den Dörfern des Pfirter Jura und im unmittelbar angrenzenden Randbereich spielt der Fachwerkbau keine oder nur eine untergeordnete Rolle. Hier dominiert das steinerne Haus.
Die idealtypische Hofanlage besteht aus dem mit dem Giebel zur Straße stehenden Wohnhaus, einer rechtwinklig dazu den Hofraum nach hinten abschließenden (Stall-Tenne-Stall-)Scheune und gelegentlich noch einem kleineren Wirtschaftsgebäude gegenüber dem Wohnhaus. Es gibt aber auch zahlreiche Gehöfte, bei denen Wohnhaus und Stallscheune in einer Achse angeordnet sind. Der Hofraum ist zur Straße hin offen. Die in der Mehrzahl zweistöckigen Wohnhäuser besitzen Satteldächer, fast immer mit einem Krüppelwalm, seltener (oft bei älteren Bauten) einem Halbwalm, an der Giebelseite. Verbreitet sind giebelseitige Wetterdächlein („Welschkorndächlein“, da einst auch zum Trocknen des Maises benutzt). Manche Wohnhäuser besitzen an einer der Traufseiten Fachwerk-Lauben und einen Backofenanbau unter einem kleinen Sattel- oder Pultdach. Verbreitet sind stockwerkweise abgezimmerte Häuser (erkennbar an den sichtbaren Balkenköpfen zwischen Erd- und Obergeschoss = Stockwerk- oder Rähmbauweise). Es gibt aber auch zahlreiche Häuser in der älteren Ständerbauweise, die traufwandhohe Wandständer und Langstreben besitzen. Diese Konstruktion war schon im Mittelalter gebräuchlich, war aber im Sundgau auch noch lange nach dem Dreißigjährigen Krieg üblich. Im westlichsten Sundgau tritt an die Stelle des Krüppelwalms oft ein Vollwalmdach. Vor allem im südöstlichen Teil (z. Bsp. in Ranspach-le-Haut) wurde auch auf den Krüppelwalm verzichtet. (Mehr zum Fachwerkbau s. unten bei Sehenswürdigkeiten!)
Die Dorfkirchen sind vielerorts noch vom ummauerten Friedhof umgeben. Einige (z. Bsp. Saint-Cosme, Eschentzwiller oder Knoeringue) haben so den Charakter von Wehrkirchen. Von den mittelalterlichen Kirchen blieb meist nur der Turm unverändert. (Trotz späterer Umbauten gut erhalten die Burnkirche bei Illfurth.) Die alten Türme besitzen das typische Satteldach, markante Eckquader und spitzbogige (gotische) oder kleinere rundbogige (romanische) Schallöffnungen. Oft sind es so genannte Chortürme, deren Erdgeschoss als Chorraum diente. Die romanische Kirche von Feldbach war einst Kloster- und Leutkirche. Zahlreiche Orte besitzen Kirchen aus der 2. Hälfte des 18. Jahrhunderts, manchmal mit beibehaltenem mittelalterlichem Turm, andre besitzen schlichte Sakralbauten aus der ersten Hälfte des 19. Jahrhunderts mit spätklassizistischen Architekturelementen an der Portalfassade (z. B. Spechbach-le-Bas, St. Bernard oder Oltingue). Die Kirchen der Barockzeit sind im Außenbau untypisch schlicht. haben aber mitunter eine beachtenswerte Innenausstattung, so etwa Koestlach und Folgensbourg. Ab der Mitte des 19. Jahrhunderts wurden alte Kirchen durch neuromanische oder neugotische Bauten ersetzt (z. B. von Jean Baptiste Schacre die Kirche in Jettingen, von Charles Winkler in Morschwiller-le-Bas und Pfetterhouse und von J. W. Tugginer in Ballersdorf und Dietwiller).
Von den einstigen, sehr zahlreichen Adelssitzen in den Dörfern sind nur noch wenige vorhanden. Mehr oder weniger gut erhalten sind die von Hirtzbach, Heidwiller, Blotzheim, Hégenheim, Hagenthal-le-Bas und -le-Haut, Durmenach und das Deutschordensschloss in Rixheim. Von den Juraburgen Morimont (Mörsberg), Landskron und Hoh-Pfirt ist nur die letztere ortsbildprägend.
Es sind noch zahlreiche Schulhäuser (einst auch Mairie-École, heute nur noch Mairie) des 19. Jahrhunderts vorhanden, meist aus der Louis-Philippe-Zeit oder dem Second Empire.

### Die Sundgauweiher
Ein charakteristisches Landschaftselement des westlichen Sundgaus sind die in natürlichen Senken entstandenen Weiher. Meist wurden sie nachträglich durch Dämme weiter aufgestaut oder es wurden auch neue Teiche künstlich angelegt. Sie verdanken ihre Existenz den hohen Niederschlägen in der den regenreichen Westwinden offenen Burgundischen Pforte und dem ausreichend verlehmten Untergrund. Die Zisterziensermönche des Klosters Lützel haben sie nachweislich schon im 12. Jahrhundert als Karpfenteiche benutzt. Für sie waren die Fische eine wichtige Fastenspeise. Im Mittelalter war vielfach der örtliche Adel an der Anlage von Fischweihern interessiert und scheute dabei vor der Enteignung der Bauern nicht zurück. Im Largtal, wo zwei Drittel der Weiher liegen, war im Mittelalter das Augustinerpriorat St. Ulrich wesentlich am Aufstau der Weiher beteiligt. Spärliche Funde lassen vermuten, dass Fischteiche hier bereits in der Römerzeit oder sogar noch früher existierten.
Heute spielen sie in dreifacher Weise eine Rolle: Sie sind für die Biodiversität wertvolle Biotope, die insbesondere auch für Ornithologen von Interesse sind. Der Conseil géneral du Haut Rhin kümmert sich seit 2003 bei Altenach (les étangs Nérac) um die Renaturierung von Weihern. Ein Maison de la Nature bietet dort Informationen, vor allem auch über die Vogelwelt. Des Weiteren dienen die Weiher dem auch vereinsmäßigen Angelsport und nach wie vor der Fischzucht. Produziert wird vorrangig für den lokalen Markt (gastronomische Route des Carpes frites). Schon in früheren Zeiten wurden die Karpfen aber auch bis Colmar und Freiburg lebend verkauft, heute werden sie bis Straßburg, Zürich und Paris versandt. Neben Karpfen werden heute auch Hechte, Schleien und Zander gezüchtet. Ein Fischzuchtbetrieb im Largtal bietet heute daneben auch Forellen, Barsche, Lachse und Welse an.
Im November werden die Teiche abgelassen und die Fische eingesammelt. Zur Teichkultur gehört auch, dass die Weiher alle 5 bis 10 Jahre trockengelegt und eventuell vorübergehend mit (nicht für die Ernte bestimmtem) Hafer bepflanzt werden. Das Trockenlegen beugt Parasitenbefall vor und wirkt einer Eutrophierung entgegen. Andererseits wird auch gedüngt, um das Zooplankton und die Gewässerflora zu fördern.
Der Sundgau gehört wie etwa die Sologne, La Dombes oder die Brenne zu den sieben großen Weiherlandschaften Frankreichs. Über die Anzahl der Weiher gibt es verschiedene Angaben. In der Broschüre des Maison de la nature in Altenach ist von über 1000 die Rede. Ihre Größe variiert zwischen 5 a und 7 ha, sie sind selten tiefer als 5 m.

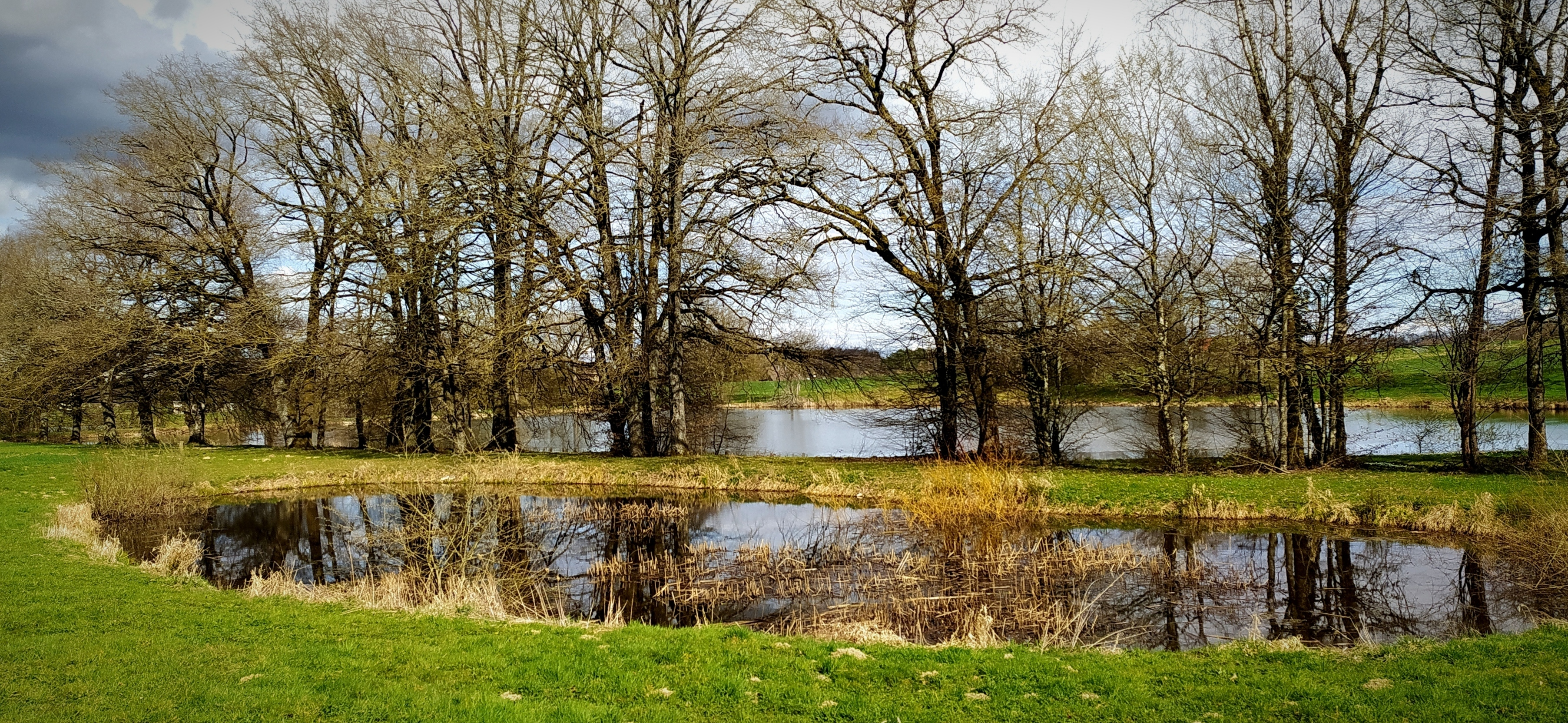
Sundgauweiher bei Überstrass

## Geologie
Der Sundgau ist ein sanftwelliges Hügelland, dessen Untergrund Tertiärschollen bilden, die bei der Absenkung des Oberrheingrabens in einer gewissen Höhenlage verharrten, so dass sie sich heute über dem Niveau der Rheinebene und eingesenkt zwischen dem Grundgebirgsmassiv der Vogesen im Norden und den nördlichsten Ketten des Jura im Süden befinden. Dieser tertiäre Untergrund besteht vorwiegend aus Tonen, Mergeln, Kalken und Sanden des Oligozän (Rupel/Chatt), abgelagert vor 34 bis 23 Millionen Jahren. Überdeckt sind diese Sedimente in größerem Umfang von alten (pliozänen/altpleistozänen) Schottern und ausgedehnten Löss- oder Lösslehmdecken.
Meist zählt man auch die dem Hügelland östlich vorgelagerte Rheinebene mit ihren Schotterterrassen noch zum Sundgau. Auch das Basler Bruderholz gehört geologisch zum Sundgau. Die nördlichsten Ketten des Jura (Pfirter Jura) bilden gegenüber dem Tertiärhügelland geologisch und morphologisch einen ganz eigenständigen Naturraum. Im Westen setzt sich jenseits der Wasserscheide bei Valdieu der Sundgau als lössbedecktes Tertiärland im „Sundgau belfortain“ fort.
Der Löss des Sundgaus wurde in den Kaltzeiten des Eiszeitalters (im Pleistozän) aus den Schotterfeldern des Rheins ausgeweht und in den umliegenden Hügelländern abgelagert, womit das Relief sanftere Formen erhielt. Älterer Löss verwitterte zu Lösslehm. Abgeschwemmter Löss wurde als mitunter fein geschichteter Schwemmlöss deponiert. Der jüngere nährstoffreichere Löss im östlichen, niederen, weniger regenreichen Sundgau begünstigt den Ackerbau. Man trifft ihn östlich einer Linie Reiningue – Altkirch – Basel an. Westlich einer Linie Gildwiller – Dannemarie – Ferette (im hohen Sundgau) breiten sich schwer zu bearbeitende, ältere, ausgewaschene, daher kalkärmere und stauende Lehmböden aus. Im Zwischenbereich (mittlerer Sundgau) ist der Löss bereits deutlich verlehmt. Eine ausreichende Verlehmung des Untergrunds war Voraussetzung für den schon im Mittelalter erfolgten Aufstau der für den Sundgau typischen Fischweiher im niederschlagsreichen Westsundgau. Zwei Drittel dieser Weiher liegen im oberen Largtal.
Unter der Lössdecke liegen die aus alpinem Material (Berner Oberland, Wallis) bestehenden sogenannten Sundgauschotter (cailloutis du Sundgau) aus dem Pliozän, dem letzten Abschnitt der Tertiärzeit, und aus dem frühen Pleistozän (Eiszeitalter). Sie lagern westlich einer Linie Magstatt – Folgensburg – Hagenthal dem oligozänen Untergrund auf und können eine Mächtigkeit bis zu 20 m erreichen. Im Norden findet ihre Verbreitung ein Ende an einer Linie Valdieu–Dannemarie-Wahlbach. Sie sind die Hinterlassenschaft einer Ur-Aare, die lange Zeit, in den Ur-Doubs übergehend, ihren Weg über den Bresse-Graben zum Mittelmeer fand. Erst später (im frühesten Eiszeitalter, dem Gelasium) wurde dieser Fluss in den sich weiter senkenden Oberrheingraben zum Nordseerhein abgelenkt und noch später (in der Cromerwarmzeit) im Osten vom Alpenrhein erreicht, womit der heutige Rheinstrom entstand und die Aare zum Rheinnebenfluss wurde. Im Nordwesten des Sundgaus bestehen die alten Sundgauschotter (Miozän/Pliozän) nicht aus alpinem, sondern aus Vogesenmaterial. Sie sind die Hinterlassenschaft von nach Südosten in den Bereich des heutigen Schweizer Mittellands entwässernden Flüssen aus der Zeit noch vor der Hauptjurafaltung. (Vogesenschotter im Delsberger Becken!)
Der unter der Lössdecke und den Schottern verborgene tiefere Untergrund besteht aus einem Bruchschollenmosaik, bei dem sich die einzelnen Tertiärschollen (weithin oberoligozäne Elsässer Molasse/Molasse alsacienne) in unterschiedlicher Höhenlage befinden und in verschiedener Weise geneigt sind. Südlich Mülhausen liegt der weniger tief eingesunkene, NO-SSW streichende Schollenkomplex, der als Horst von Mülhausen bezeichnet wird. Dessen Schollen bestehen aus teils marinen, teils festländischen Sedimenten (Eozän und Unteroligozän). Der Horst wird im Westen (jenseits des Illflusses) begrenzt durch den Graben von Dannemarie, der südlichen Fortsetzung des Kalibeckens, und im Osten vom Sierentzer Graben, der sich im Süden im Graben von Allschwil fortsetzt und dessen Westbegrenzung durch den Steilrand des Sundgaus über der Rheinebene markiert wird. In ihm hat der Rhein seinen Weg gefunden und als jüngste Grabenfüllung seine Schotter ausgebreitet. Im Relief der Landschaft tritt der Horst von Mülhausen als schwache NNO streichende Aufwölbung in Erscheinung (Abb. S. 97 bei SITTLER, s. Einzelnachweis 12). Dass im großen Steinbruch der Zementfabrik Altkirch die weiter westlich in der Tiefe verborgenen untersten Schichten des Oligozäns zu Tage treten, zeigt, dass man sich hier noch im Bereich des Horstes befindet. Abgebaut werden hier Kalksteine und Kalksandsteine der sogenannten Haustein-Formation.
Ein reich verzweigtes Gewässernetz gliedert den Sundgau. Dabei fällt die einheitliche NW-Orientierung der Flüsse und Bäche südlich der Linie Dannemarie-Wahlbach auf. Ill, Larg, Thalbach u. a. folgen breiten Sohlentälern möglicherweise eines älteren (tertiären) noch in Richtung des Schweizer Mittellandes entwässernden Flusssystems und haben erst bei fortgeschrittener Absenkung des Rheingrabens (im Oberpliozän) nördlich der genannten Linie ihren Weg nach NO gefunden. Es gibt aber auch die Annahme, dass die NW-Richtung dieser Talabschnitte auf von Süden kommende Nebenflüsse des westwärts entwässernden Aare-Doubs-Flusses zurückgeht.
Auffallend ist die oft zu beobachtende Asymmetrie der Talhänge, die bei (Süd-)Westexposition steil und steinig, auf der Gegenseite dagegen lössbedeckt und schwächer geböscht sind. Die steileren nordöstlichen Talflanken wurden durch die mit den vorherrschenden Westwinden verbundenen Niederschläge angegriffen, so dass hier die sanft geböschte Lösslehmdecke wie auf der der gegenüberliegenden Talseite weitgehend fehlt. Bemerkenswert ist auch, dass alle Sundgaubäche, die vom Hügelland im Osten in die Rheinebene treten, in deren durchlässigen Schottern versinken, also nicht in den Rhein münden.
Die den Sundgauhügeln im Osten vorgelagerte Ebene besteht aus den Schottern, die der Rhein in der letzten Kaltzeit in den Oberrheingraben verfrachtet hat. Teilweise hat er sie, sich nacheiszeitlich eintiefend, wieder ausgeräumt. So lassen sich die (ältere, höhere, würmeiszeitliche) Niederterrasse und die (jüngere, tiefere, nacheiszeitliche) Talaue unterscheiden. Der vermittelnde Terrassenrand, einst ein Rheinufer, heißt Hochgestade (diesem folgt z. B. die Rue des Acacias in St. Louis). Die Niederterrasse selbst weist wieder verschiedene Niveaus mit entsprechenden Terrassenrändern auf. Hüningen und Village-Neuf liegen in der Talaue, St. Louis größtenteils auf der Niederterrasse, Hésingue ebenfalls, aber hier bedecken Schwemmlehme vom Hügelrand die Schotter. An den Hügelrändern etwa 10 m über der Rheinebene bezeugen Schotterreste der vorletzten Kaltzeit (sogenannte Hochterrassenschotter der Risskaltzeit), dass damals das Rheinbett noch nicht so weit eingetieft war. In noch höherer Lage befinden sich sogenannte Deckenschotter, Material, das der Rhein im Altpleistozän (im älteren Eiszeitalter) hier deponierte.
Das weithin sanftwellige Relief der Sundgauhügel ist zum einen dem nivellierenden Lösspolster zu verdanken zum andern der intensiven eiszeitlichen Solifluktion.

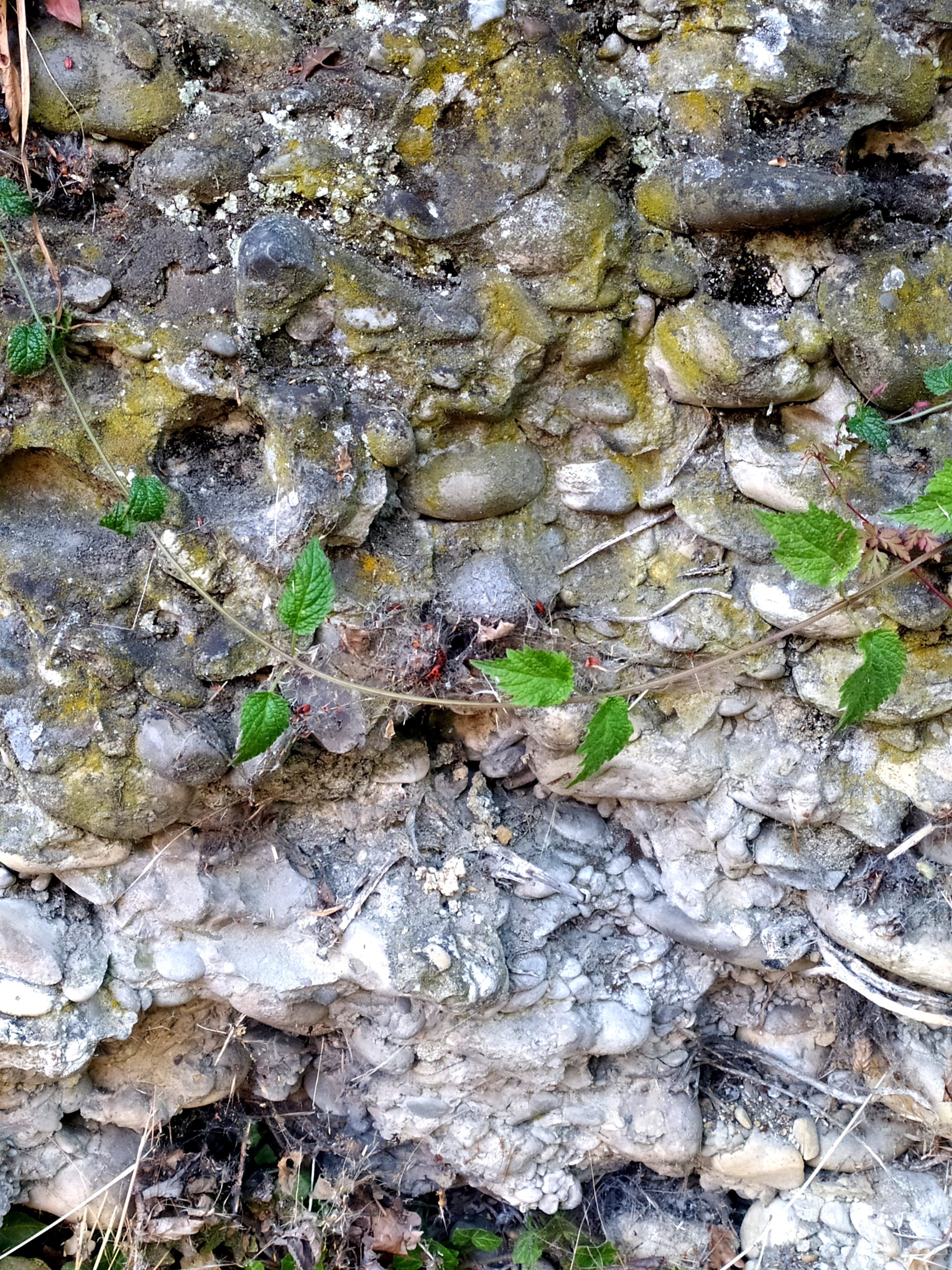
Sundgauschotter im Straßeneinschnitt (D463) unmittelbar östlich Feldbach

Im Süden umfasst der Sundgau noch die Bürgerwald-, Flühen- und Blochmont/Blauenkette, die zum Faltenjura gehören, der hier am Südrand des Oberrheingrabens besonders weit nach Norden reicht. Hier bauen die viel älteren Ober- und Mitteljurakalke (Malm- und Doggerkalke), die im oberen Miozän aufgefaltet wurden, die Landschaft auf.

## Klima
Die im Sundgau zentral gelegene Wetterstation Carspach bei Altkirch verzeichnete für den Zeitraum 1971–2000 folgende Jahresmittel: Temperatur 11 °C, Temperaturamplitude 17,7 °C, Niederschlag 827,7 mm. Es herrscht hier also bei noch relativ mäßigen Niederschlägen trotz der regenbringenden Winde in der Passage zwischen Vogesen und Jura und bei einer ausgeprägten Temperatur-Amplitude ein halb-kontinentales Klima (Kontinentalklima bei einer Amplitude größer als 20 °C).
Es gibt allerdings merkliche Unterschiede, was die Niederschläge im Westen und Osten des Sundgaus betrifft (Jahresmittelwerte 1971–2000). Im Westen: Valdieu-Lutran 953 mm, Dannemarie 809 mm, im Osten: Magstatt-le-Bas 730 mm, Landser 697 mm. In der Rheinebene verzeichnete die Wetterstation am Flugplatz Basel-Mulhouse 1971–2000 folgende Mittelwerte: Temperatur: 11,1 °C, Niederschläge: 764,3 mm. Im Sundgau-Jura sind die Mittelwerte für Pfirt (Ferrette): Temperatur 9 °C, Temperaturamplitude 17,3 °C, Niederschläge 951 mm.

## Geschichte

### Vorgeschichte
Vorgeschichtliche Funde belegen die frühe Besiedlung des Sundgaus. Man geht davon aus, dass im Elsass bereits vor über 600 000 Jahren Menschen lebten. Aus der Altsteinzeit ist unter anderem ein Mammutjägerlager bei Riedisheim bekannt. Die dort, bei Eschentzwiller und Bendorf entdeckten Zeugnisse werden in einen Zeitraum von 350 00 bis 250 000 Jahren v. Chr. datiert. Die Funde am Mannlesfelsen bei Oberlarg deuten auf den Wohnplatz einer bereits sesshaften Bevölkerung der mittleren Steinzeit – in einem Zeitraum von 11 500 bis 9700 v. Chr. – hin. Von den sehr zahlreichen jungsteinzeitlichen, über den ganzen Sundgau verstreuten Siedlungs-, Depot- und Einzelfunden, Zeugnisse einer Ackerbau und Viehzucht treibenden Bevölkerung, seien nur der gut erforschte Wohnplatz von Oltingen, die neolithische Siedlung auf dem Illberg bei Mühlhausen, die Hockergräber bei Tagolsheim und Rixheim und die Ausgrabung (2021) einer Siedlung bei Niedermorschweiler (Morschwiller-le Bas) erwähnt.
Die Funde aus der Bronzezeit (1800 bis 725 v. Chr.) konzentrieren sich auf den Osten des Hügellandes (Habsheim, Oltingue, Biederthal, Fislis), das sonst weitgehend fundleer ist. Erwähnt werden sollen die Gräber aus der La-Tène-Zeit bei Pfastatt, Rixheim, Riedisheim, Sierentz, Reiningue. Erstmals drang die Besiedlung auch in die Rheinebene vor. 
In der Hallstatt- und La-Tène-Zeit (800 bis Ende 1. Jahrhundert vor Chr.) siedelten zwei keltische Stämme im Sundgau: Neben den Sequanern (Hauptstadt Vesontio/Besançon) waren es seit dem 2. Jahrhundert vor Chr. die im südlichen Sundgau und dem angrenzenden Jura sesshaften Rauriker (Hauptstadt Augusta Raurica). Ein bedeutendes  keltisches Handels- und Handwerkerzentrum war das befestigte Oppidum auf dem Britzgyberg bei Illfurth. Die durch einen Wall (murus gallicus) gesicherte Spornsiedlung war von der mittleren Hallstatt- bis in die frühe La Tène-Zeit bewohnt. Die Funde belegen Handelsbeziehungen in den Mittelmeerraum. Keltische Funde wurden auch auf dem Oltingerberg und dem Kastelberg über Koestlach gemacht. Zur keltischen Hinterlassenschaft gehören auch Keltenwege, die später oft von den Römern übernommen und ausgebaut wurden. Kembs (Cambete) oder Larg (Larga) gehen auf die Keltenzeit zurück.
Eine Zeitenwende brachte 58 vor Chr. die Schlacht bei Cernay (Sennheim), bei der Julius Cäsar den Suebenkönig Ariovist besiegte und damit einer germanischen Invasion in das Gebiet der Sequaner ein Ende setzte. Gleichzeitig begann damit die Unterwerfung der keltischen Bevölkerung unter eine über 400 Jahre dauernde römische Herrschaft, die in dem Maße von den Kelten akzeptiert wurde, dass man schon bald von einer assimilierten gallo-römischen Bevölkerung ausgehen kann.

### Die Römerzeit
Die Römer schufen im Sundgau ein dichtes Straßennetz. So zog beispielsweise eine wichtige Straße von Mandeure (Epomanduodurum) quer durch den Sundgau nach Kembs (Cambete), wo sie die Rheinstraße erreichte, die weiter nach Breisach (Brisiacum) führte und auch mit Augst (Augusta Raurica) in Verbindung stand. Heutige Wegebezeichnungen wie etwa „Römerstraß“, „Heidenweg“, „Hochsträßel“ deuten auf den Verlauf alter Römerstraßen hin. Römerfunde wurden im ganzen Sundgau gemacht. Wichtig sind die Funde in Illzach (etwas außerhalb des Sundgaus). Hier muss sich ein größeres Verwaltungszentrum befunden haben. Grabungsergebnisse bei Sierentz deuten auf einen Stützpunkt an einer Römerstraße hin, an dem Handel und Handwerk betrieben wurde und der auch militärische Bedeutung hatte. Vom Castrum Larga wurde unter anderem die ringförmige Ummauerung des Militärlagers, bei Kembs ein römisches Brückenfundament entdeckt. Bekannt sind auch eine ganze Anzahl Vici, kleinstädtische Siedlungen, und Villen (Gutshöfe), so bei Habsheim, Koestlach, Steinbrunn-le-Haut. Der größte, 12 kg schwere römische Münzfund im Elsass wurde bei Lutterbach gemacht. Mit dem Abzug der römischen Truppen von der Rheinfront im Jahre 405 endete die Römerherrschaft.

### Zeit der Alemannen, Merowinger und Karolinger
Nun setzte die Einwanderung von Alemannen zuerst in die linksrheinische Ebene, dann auch in das Sundgauer Hügelland ein. Viele Errungenschaften der römischen Zivilisation gingen jetzt verloren. Nach dem Sieg des Frankenkönigs Chlodwig über die Alemannen 496 nach Chr. kamen fränkische Krieger und Beamte ins Land. Unter ihrer Herrschaft blieb das Alemannentum weitgehend erhalten. Auf Alemannen und Franken gehen die meisten heutigen Ortsnamen zurück. -ingen-Orte gehören in die Zeit der alemannischen Landnahme, -heim- und -hofen-Orte gehen ebenfalls in die Landnahmezeit zurück und verraten den fränkischen Einfluss. Sie beschränken sich weitestgehend auf den Ostrand des Sundgaus und das untere Illtal, wobei man davon ausgeht, dass mehrfach alte -ingen-Orte in fränkischer Zeit die neuere -heim-Endung verpasst bekamen. In diesem Sinne sind auch die -inghofen (-ighofen) und ingheim-Orte zu erklären. Die im Sundgau verbreiteten -ach-Orte sind vermutlich bereits in vorfränkischer Zeit entstanden. Einige diese -ach-Orte können allerdings bereits gallo-römischen Ursprungs sein (Beispiel: Koestlach).
In der Merowingerzeit (482 bis 751) gehörte der Sundgau zum Herzogtum Elsass (etwa ab 650 bis um etwa 740) im Königreich Austrasien. Auch im Sundgau ist jetzt eine Siedlungsverdichtung zu beobachten. Neue Ortsnamenendungen wie -weiler, -dorf, -hofen stehen am Anfang des Landesausbaus ab dem 7. Jahrhundert. Jünger sind Orte auf -berg, -tal und zahlreiche immer noch auf -dorf und -bach endende Orte in einer weniger günstigen Siedlungslage, sowie kirchliche Namen. Die Christianisierung im Frankenreich nach Chlodwigs Sieg (im Zeichen des Kreuzes) über die Alemannen erreichte auch den zeitweise zur Diözese Basel, später zur Diözese Straßburg gehörenden Sundgau. Um 700 erschienen die ersten – fast immer St. Martin geweihten – Mutterkirchen.
An die Stelle des Herzogtums Elsass traten gegen 740 die beiden Grafschaften Nordgau und Südgau (=Sundgau). Die Herrscher in beiden Grafschaften waren Abkömmlinge der Etichonen, Eberharde im Norden, Liutfride im Süden. 752 begann die Herrschaft der Karolinger. In Illzach befand sich eine karolingische villa regia, eine königliche Pfalz. Durch den Vertrag von Verdun 843 kam der Sundgau zum Mittelreich Lothars, 870 kam er zum Ostfrankenreich. Mit dem Übergang des fränkischen Reiches zum Deutschen Reich (einem Prozess seit der Zeit der letzten ostfränkischen Karolinger bis ins 11. Jahrhundert) wurde auch der Sundgau Teil dieses Reiches. Mit dem Ende der Karolingerzeit entwickelte sich das Feudalwesen. Im 10. Jahrhundert litt der Sundgau unter den Ungarneinfällen (917 und 927). Im Abwehrkampf unterlag Liutfried V. den Ungarn.

### Die Grafen von Pfirt und die Habsburger
Ab 1125 spielten die Grafen von Pfirt (Ferette) neben den Habsburgern im Sundgau eine wichtige Rolle, diese im Ostteil, jene im westlich anschließenden Gebiet. Seit 1135 waren die Habsburger Landgrafen im Oberelsass, Sie verfügten hier bereits damals über beträchtlichen, von einem Obervogt in Landser verwalteten Besitz.
Die Grafschaft Pfirt reichte zur Zeit der größten Ausdehnung über den Sundgau hinaus bis Belfort, Thann, Cernay und Ensisheim. Friedrich I. von Pfirt gründete unter anderem die Cluniazenserpriorate Feldbach und St. Christoph in Altkirch. Dort erschien um 1106 der Cluniazenser Morandus, der später Prior des Klosters und schon im 12. Jahrhundert heiliggesprochen wurde. Das Kloster Saint Christoph wurde nach ihm umbenannt und jahrhundertelang Wallfahrtsstätte. Saint Morand ist bis heute Patron des Sundgaus. Friedrich II. gilt als der Stadtgründer von Altkirch. Ulrich II. gründete das Augustinerpriorat St. Ulrich im Largtal. 1271 sah er sich aus finanziellen Gründen genötigt, dem Bischof von Basel seine Ländereien zu verkaufen. Er erhielt seinen Besitz als Lehen zurück und wurde damit Vasall des Bischofs. Da Ulrich III. keine männlichen Erben hinterließ, wurde seine Tochter Johanna von Pfirt seine Nachfolgerin. Durch ihre Heirat mit Albrecht dem Weisen, Herzog von Österreich, kam der ganze Sundgau 1324 an das Haus Habsburg. Verwaltungssitze im Sundgau waren Landser, Altkirch und Pfirt. Der ganze Sundgau gehörte dementsprechend zu Vorderösterreich mit der Hauptstadt Ensisheim bis zum Übergang des habsburgischen Elsass' an die französische Krone im Westfälischen Frieden (1648).
Das Spätmittelalter brachte für die Bevölkerung im Sundgau zahlreiche Leiden. 1354 überfielen die Basler Sundgaudörfer. 1369 und 1375 verwüsteten die „Wilden Engländer“, im Hundertjährigen Krieg zeitweise unbeschäftigte Söldner des Enguerrand VII. de Coucy, das Land, das auch immer wieder mit Überfällen der Eidgenossen, die gegen den habsburgtreuen Adel im Sundgau vorgingen, rechnen musste. Diese Adligen hatten in der Schlacht von Sempach (Sieg der Eidgenossen über die Habsburger) schwere Verluste erlitten. 1439 und 1444 suchten die französischen Söldnertruppen der Armagnaken, von den Habsburgern gegen die Eidgenossen und die Basler herbeigerufen, den Sundgau heim. Auch in der Folgezeit litten die Dörfer ständig unter den Streitigkeiten zwischen Baslern bzw. den Eidgenossen und Österreich. Übel hausten – gemeinsam mit den Baslern – die Solothurner im Jahr 1445. 1466 brach der Sechs-Plappert-Krieg aus. Die Eidgenossen kamen der sich von Österreich bedroht fühlenden Stadt Mühlhausen zu Hilfe und wüteten dabei im Sundgau. Herzog Sigismund von Österreich sorgte 1469 für große Unruhe, als er aus finanziellen Gründen unter anderem auch seinen elsässischen Besitz zeitweise an den Burgunder Karl den Kühnen verpfändete. Auch im Waldshuter- und im Schwabenkrieg, der mit dem Sieg der Eidgenossen bei Dornach 1499 endete, wurde der Sundgau in Mitleidenschaft gezogen. Eine beträchtliche Anzahl von Siedlungen im Sundgau gingen aufgrund dieser ständigen Kriegshandlungen ab. 1313 und 1349 wütete die Pest, 1356 verursachte das Basler Erdbeben auch im Sundgau Schäden. Unter anderem wurden dabei um die 20 Burgen zerstört. Es sind im Sundgau etwa 100 abgegangene Siedlungen bekannt, von denen die meisten urkundlich oder archäologisch belegt sind. Ein Großteil davon geht auf die genannten Verwüstungen im Spätmittelalter zurück, die anderen wurden hauptsächlich im Dreißigjährigen Krieg zerstört.

### 16. und 17. Jahrhundert
Im Bauernkrieg ging eine frühe Revolte von Eschenzweiler aus. Der Bauernaufstand unter Heinrich Wetzel 1524 hinterließ verwüstete Kirchen und Klöster. Nach Niederlagen bei Illzach und Wattweiler unterwarfen sich die Bauern im Frieden von Offenburg. Unter der jegliche reformatorische Regungen unterdrückenden österreichischen Herrschaft blieb der ohnehin konservative Sundgau katholisch.
Bis 1632 blieb der Sundgau vom Dreißigjährigen Krieg verschont. 1633 erhoben sich Sundgauer Bauern – zeitweise erfolgreich – gegen die eingefallenen Schweden, unterlagen aber schließlich bei Blotzheim. Heimsuchungen durch die Schweden und nicht minder durch die Kaiserlichen, ab 1634 auch durch französische Soldateska (auf Seiten der Protestanten gegen die Habsburger kämpfend) wechselten sich ab. Die Überlebenden flüchteten hinter die Mauern von Basel und Mühlhausen und in die Schweiz. Das verwüstete Land leerte sich zusehends – auch wegen der seit 1628 grassierenden Pest. Zahlreiche Dörfer wurden für immer aufgegeben. Der im Dienste Frankreichs stehende Bernhard von Sachsen-Weimar fiel 1638 in den Sundgau ein. Er plante, den Breisgau, einen Teil der Freigrafschaft (Franche-Comté) und das Oberelsass, damit auch den Sundgau, für sich zu einem Fürstentum zusammenzufassen. Mit dem Westfälischen Frieden 1648 kam der Sundgau an Frankreich. 1659 übertrug Ludwig XIV. die Grafschaft Pfirt - die Herrschaften um Pfirt, Belfort, Delle, Altkirch und Thann seinem regierenden Minister Kardinal Mazarin. Über ein Vermächtnis und Erbschaften gelangte dieser Besitz an die Familie Grimaldi, sodass der Fürst von Monaco noch heute den Titel Comte de Ferette (Graf von Pfirt) führt.
In die verödeten Gebiete des Sundgaus wanderten nach dem Krieg vor allem Schweizer ein, zumeist Katholiken aus den Kantonen Luzern und Solothurn, aber auch in ihrer Heimat verfolgte Täufer. Zwischen 1654 und 1687 wurde wiederholt um Zuwanderer geworben, zeitweise mit der Begrenzung auf Katholiken. Den Neusiedlern wurde Abgabenfreiheit und Unterstützung bei der Bautätigkeit zugesichert.
Im Holländischen Krieg (1672–79) besetzten die Kaiserlichen den Sundgau, wurden aber vom französischen Marschall Turenne vertrieben (Schlachten bei Brunstatt und Blotzheim). Zur Grenzsicherung wurde von Vauban die Festung Hüningen (1680–91) errichtet. Die Burg Landskron wurde festungsartig ausgebaut, Hüningen mit der Festung Belfort durch eine strategische Straße verbunden (die heutige D 419).

### 18. Jahrhundert
Im 18. Jahrhundert wurde der Sundgau längere Zeit von kriegerischen Ereignissen verschont und zeigte ab der Jahrhundertmitte, nach Missernten und Epidemien, eine gesunde Entwicklung mit einem deutlichen Bevölkerungsanstieg. Sowohl der Spanische als auch der Polnische und der Österreichische Erbfolgekrieg berührten den Sundgau nur ganz peripher an der Rheingrenze. In der Landwirtschaft ging man in der zweiten Hälfte des Jahrhunderts zur verbesserten Dreifelderwirtschaft über. Schon in der ersten Jahrhunderthälfte wurden im Sundgau Kartoffeln angepflanzt. Eine erste Industrialisierung brachte – von Mühlhausen ausgehend – vor allem Textilmanufakturen in den Sundgau. Des Weiteren wurde nach Eisen gegraben und dieses verarbeitet und sogar Braunkohle abgebaut. Eine Papierfabrik gab es in Roppentzwiller. Die Töpferei (Hafnerei) in Linsdorf, Folgensburg und Ranzweiler hatte regionale Bedeutung auch wegen der Herstellung von Kacheln für die typischen Sundgauer Kachelöfen, die so genannte Chunst. In Sierentz arbeiteten eine Textil- und eine Porzellanmanufaktur. Jüdische Zuwanderer aus Deutschland, Ungarn und Polen wurden in verschiedenen Sundgaudörfern sesshaft.

### Revolution, Konsulat, Empire
Während der Französischen Revolution ereigneten sich nach dem Bastillesturm 1789 auch im Sundgau Unruhen, so in Pfirt und Landser. Die Adelssitze in Hirsingen, Carspach, Hirtzbach und Niedersept (Seppois-le-Bas) wurden geplündert. Adlige verließen das Land. Ihre Güter wurden wie die der Kirche Nationalbesitz und versteigert. Gleichzeitig kam es auch zu Ausschreitungen gegen Juden. Viele der den Eid auf die Konvention verweigernden Priester verließen das Land.
Der erste Koalitionskrieg (1792–97) brachte 1792 Truppendurchzüge mit Requisitionen und Einquartierungen. 1795 wurde Hüningen von den Österreichern belagert. 1797 vollzog sich die Vereinigung des bislang mit der Eidgenossenschaft verbündeten Mühlhausen mit Frankreich. 1790 kam der Sundgau mit der Neugliederung Frankreichs zum Departement Haut-Rhin, das damals noch das Gebiet des heutigen Territoire de Belfort umfasste. Hauptort wurde Altkirch.
Unter dem Konsulat kehrten wieder Ruhe und Ordnung ein. Der Sundgau gehörte jetzt zum Arrondissement Altkirch und zur Diözese Straßburg. Im Empire (Ersten Kaiserreich) kamen Adlige – die ihren Besitz wieder erhielten – zurück, ebenso die meisten Geistlichen. Das Ende des Empire war im Sundgau mit kriegerischen Ereignissen verbunden – der Bombardierung der Festung Hüningen und der Besetzung durch württembergische, badische und russische Truppen. Die während der Hundert Tage erneut belagerte Festung Hüningen kapitulierte 1815 und wurde anschließend geschleift.

### Bourbonen – Julimonarchie – Zweites Kaiserreich
In der ersten Jahrhunderthälfte – unter der bourbonischen Restauration und der Julimonarchie blieb der Sundgau ein der Tradition verbundenes Bauernland. Von überregionaler Bedeutung war der Altkircher Viehmarkt mit bis zu 3000 Stück Vieh (um 1850). Das Bevölkerungswachstum zwang viele Sundgauer zur Auswanderung nach Amerika. Die einsetzende Industrialisierung ermöglichte zudem ein Abwandern nach Mühlhausen, schuf aber auch im Sundgau selbst Arbeitsplätze, so in Rixheim, wo eine Tapetenmanufaktur schon seit 1797 existierte, in Roppentzwiller, wo eine schon bestehende Papierfabrik durch eine 1845 gegründete mechanische Weberei abgelöst wurde, oder in Altkirch, wo die Brüder Gilardoni seit 1834 eine Ziegelei und seit 1835 eine Ofenfabrik betrieben. Die Ziegelei entwickelte sich mit der mechanischen Produktion von Falzziegeln zum fortschrittlichsten Unternehmen in Europa. In Altkirch arbeitete ein Unternehmen (Xavier Jourdain), das die Textilindustrie mit Maschinen versorgte. Die Textilindustrie, die auch für Heimarbeit sorgte, war im Umkreis von Mühlhausen und unter anderem in Carspach und Tagolsheim (Seidenbandweberei verbunden mit Seidenraupenzucht) vertreten. In Winkel und Dürlinsdorf wurde nach Bohnerz gegraben, das im benachbarten Lützel verhüttet wurde. Die Infrastruktur verbesserte sich unter anderem durch den Weiterbau des Rhein-Rhône-Kanals (1834) und die Eisenbahnverbindung Mühlhausen-Basel (1840). Bei der Julirevolution von 1848 kam es noch einmal zu massiven Ausschreitungen gegen Juden.
Der Wirtschaftsaufschwung im Zweiten Kaiserreichs unter Napoleon III. machte sich auch im Sundgau bemerkbar. Allerdings verlor Altkirch seine zentralörtliche Funktion zugunsten von Mülhausen. Die Bahnlinie Mulhouse-Belfort wurde in den Fünfzigerjahren erbaut und schuf den Anschluss nach Paris, Lyon und Dijon. Für die beiden Eisenbahnviadukte im Sundgau produzierte Gilardoni 24 Millionen Backsteine. Die erste Fischzuchtanstalt Europas entstand 1853 bei Hüningen (Huningue).

### Der Krieg von 1870/71 und die Reichslandzeit
Im Krieg von 1870/71 wurde der Sundgau von deutschen Truppen besetzt, blieb aber von größeren Kampfhandlungen verschont. Als Vorsichtsmaßnahme sprengte französisches Militär den Viadukt von Dammerkirch (Dannemarie). Nach Kriegsende kam auch der Sundgau zum deutschen Reichsland Elsass-Lothringen. Im Westen grenzte er jetzt an das neu geschaffene Territoire de Belfort, das vom Département Haut-Rhin abgetrennt wurde. Zahlreiche Familien zogen es vor, nach Frankreich auszuwandern. So verlegte zum Beispiel eine 300 Arbeitskräfte beschäftigende Weberei in Hirsingen ihre Produktion nach Nancy.
In der Reichlandzeit (1871–1918) musste sich die Wirtschaft auf den Austausch mit dem Deutschen Reich umstellen. Es siedelten sich eine größere Anzahl neue Unternehmen im Sundgau an, so etwa die Uhrenindustrie in Pfetterhausen (Pfetterhouse). St. Ludwig (St. Louis) wurde ein wichtiger Standort der Bandweberei. Der Sundgau blieb aber weiterhin in erster Linie eine Agrarregion. Zwei Bahnlinien wurden eröffnet, die Illtalbahn (1892) von Altkirch nach Pfirt und die Largtalbahn (1910) von Dammerkirch nach Pfetterhausen mit Anschluss an die Schweizer Strecke Bonfol-Porrentruy.

### Erster und Zweiter Weltkrieg
Im Ersten Weltkrieg wurde auch im Sundgau erbittert gekämpft. In einer Linie zwischen Thann und Pfetterhouse wurde über ein Dutzend Dörfer stark zerstört. Wieder wurde der Viadukt von Dannemarie gesprengt. Mühlhausen war mehrfach umkämpft. Anfang 1915 stabilisierte sich die Front. Ende dieses Jahres wurde die Bevölkerung evakuiert. Ihre Rückkehr – zum Teil zu ihren zerstörten Häusern – erfolgte Ende 1918.
In der Zwischenkriegszeit waren immer noch etwas über die Hälfte der Berufstätigen in der Landwirtschaft tätig und so von der Weltwirtschaftskrise weniger betroffen. In Altkirch wurde 1927 die Portlandzementfabrik gegründet (heute HOLCIM). Die Ziegelei Gilardoni baute zwei neue Werke in Retzwiller (1926) und Wolfersdorf (1934).
Im Zweiten Weltkrieg wurde ein Teil Bevölkerung schon 1939 evakuiert. Nach der französischen Niederlage 1940 wurde das Elsass wieder deutsch. Damit begann eine Zeit der Unterdrückung. Es gab Verhaftungen, Verschleppung, Hinrichtungen. Ab 1942 wurden auch im Sundgau Elsässer zur Wehrmacht – an die Ostfront – eingezogen, ab 1944 auch zwangsweise zur Waffen-SS. In Ballersdorf erinnert ein Gedenkstein an 16 junge Sundgauer, die sich der Zwangsrekrutierung oder der Zwangsarbeit im Reich durch eine Flucht in die Schweiz zu entziehen suchten und von den Nazis ermordet wurden. In verlustreichen Kämpfen konnte die Wehrmacht allmählich zurückgedrängt werden, wobei an der Larg ein Widerstandsnest erst am 20. Dezember 1944 aufgab. Niedersept (Seppois-le-Bas) wurde als erstes Dorf am 19. November befreit. Heute erinnern an manchen Orten im Sundgau noch Gedenktafeln an den „glorreichen Marsch“ (marche glorieuse) der Befreier unter General Lattre de Tassigny. An die Evakuierung in den Südwesten Frankreichs (hauptsächlich in das Département Les Landes) erinnern die Jumelage-(Gemeinde-Partnerschaft)-Hinweise bei den Ortsschildern.

### Nach dem Zweiten Weltkrieg
Die Landwirtschaft modernisierte sich nur langsam. Selbst die Flurbereinigung ließ sich zunächst nicht überall durchsetzen. Mit dem Rückgang der in der Landwirtschaft Beschäftigten (1975 nur noch 8,5 %) stieg die Zahl der Berufspendler. Diese fanden Arbeit in und um Mühlhausen (neu ab 1962 im Peugeotwerk) und im Ballungsraum Basel, auch in der deutschen Nachbarschaft. Die Dörfer wurden vielfach zu Schlafstätten. Erst spät bekamen sie mit neuen „Lotissements“ (Wohnsiedlungen) und neuen Gewerbebetrieben Zuwachs. Die wirtschaftlichen Schwerpunkte blieben an der Peripherie, so auch das neue Industriegebiet von Ottmarsheim. Heute ist etwa die Hälfte der Berufstätigen im industriellen und über ein Drittel im tertiären Sektor beschäftigt. Der Bau der Autobahnen A36 (in den Siebzigerjahren) und der A35 zog den Verkehr von der Sundgauquerachse der D 419 ab. Die Bahnstrecken Altkirch-Ferette (Pfirt), Dannemarie (Dammerkirch)-Pfetterhouse, St. Louis (Sankt Ludwig)-Waldighoffen wurden aufgegeben. Erfreulicherweise ging die Bevölkerung mit ihren traditionellen Fachwerkbauten in mustergültiger Weise pfleglich um, sodass die alten Dorfkerne fast überall ihren bodenständigen Charakter behalten haben.

## Grafen im Sundgau

### Liutfriden
Die Liutfriden waren eine Linie des Geschlechts der Etichonen und stellten im 9. und 10. Jahrhundert die Grafen des Sundgau.
- Hugo, Graf im Sundgau, 866/69 Laienabt von Münster-Granfelden
- Liutfrid, 876/902 bezeugt, Graf im Sundgau, Bruder Hugos
- Liutfrid, 986 Graf im Sundgau, vermutlich Urenkel des vorgenannten Liutfrids
- Otto I. von Habsburg († 28. Juni 1046), Graf im Sundgau, Sohn der Ita von Lothringen und des Radbot

### Landvögte im Sundgau
- Martin Malterer, X 1386 bei Sempach, 1381/84 österreichischer Landvogt im Elsass, Sundgau und Breisgau
- Walter von der Altenklingen, † 1394/95, 1381/85 Landvogt im Aargau, Thurgau und Schwarzwald, 1386 Landvogt im Elsass und Burgund (Sundgau)
- Friedrich III. von Teck, † 1390, 1359 österreichischer Landvogt in Schwaben, Elsass, Sundgau, Thurgau und Aargau (Zähringer)
- Friedrich IV., † 1413, Sohn Friedrichs III., 1391 Herzog von Teck, Landvogt im Elsass (Zähringer)
- Johann von Ochsenstein, 1384 Landvogt im Elsass und Sundgau, X 1386 bei Sempach
- Smassmann (Maximin I.) von Rappoltstein, † 1451, 1406/08 österreichischer Landvogt im Elsass und Sundgau
- Smassmann (Maximin I.) von Rappoltstein, † 1451, 1432/37 2. Mal österreichischer Landvogt im Elsass und Sundgau
- Wilhelm I., † 1507, Herr von Rappoltstein, 1476/82 Landvogt in den vorderösterreichischen Landen
- Wilhelm I., † 1507, Herr von Rappoltstein, 1486/87 2. Mal Landvogt in den vorderösterreichischen Landen
- Rudolf Graf von Sulz, † 1535, Landgraf im Klettgau, 1520 königlicher Statthalter von Württemberg, 1523/35 Statthalter der vorderösterreichischen Lande

## Sehenswürdigkeiten

### Burgen und Schlösser

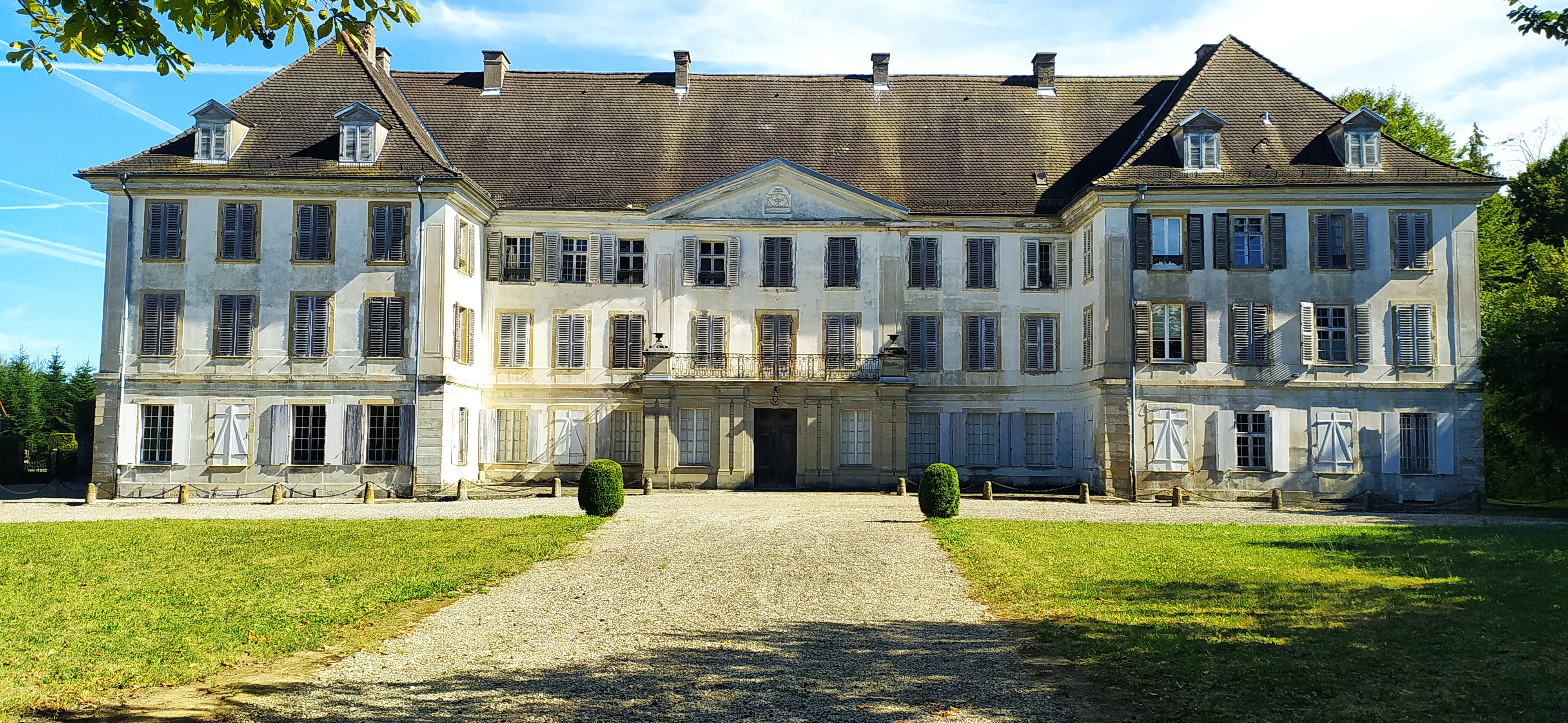
Hirtzbach Schloss

- Mörsberg (Morimont) ist urkundlich 1271 erstmals erwähnt. Umfangreiche Neubautätigkeit seit Beginn des 16. Jahrhunderts, mit dem Ziel, die Burg gegen die modernen Schießpulverwaffen zu wappnen, aus jener Zeit die Rondelle. Im Dreißigjährigen Krieg wurde die Burg 1637 von den Franzosen niedergebrannt.
- Hohenpfirt (Ferette), bis 1324 Stammsitz der Grafen von Pfirt, besteht aus Ober- und Unterburg. Die obere Burg ist 1105 erstmals urkundlich erwähnt. Im Dreißigjährigen Krieg wurde sie 1633 von den Schweden zerstört und nicht wieder aufgebaut. Die untere Burg wurde erst unter den Habsburgern im 14. Jahrhundert errichtet. Im 16. Jahrhundert bauten sie die damaligen Pfandherren, die Augsburger Fugger, aus.  Sie wurde in der Revolution 1789 von Aufständischen zerstört.

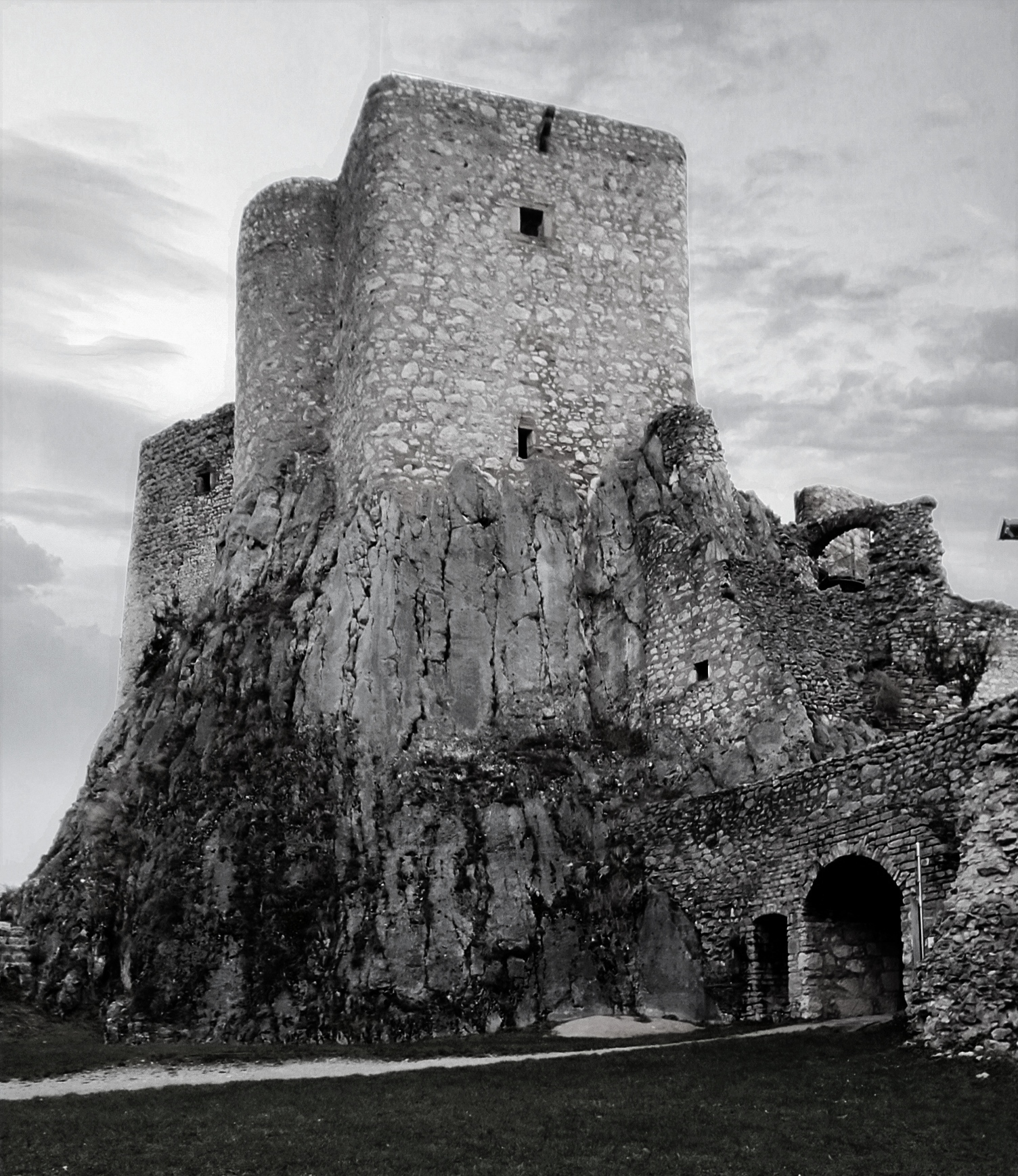
Burgruine Landskron bei Leymen

- Burgruine Landskron bei LeymenDie Landskron. Die ältesten uns bekannten Besitzer waren die Herren von Rötteln. 1648 ging ein Teil der Burg – der habsburgische Anteil – an Frankreich und 1668 verkaufte der Markgraf von Baden seinen Anteil an die französische Krone. Festungsartiger Ausbau unter Vauban. Bei den Befreiungskriegen wurde die Festung 1813/14 von den Bayern belagert. Sie geriet in Brand und wurde anschließend gesprengt.
- Das Schloss der Herren von Reinach in Hirtzbach ist ein klassizistischer Bau, Ergebnis mehrerer Umbauten, und besitzt einen kleinen im frühen 19. Jahrhundert angelegten englischen Landschaftsgarten, in dem sich ein alter oberirdischer Eiskeller erhalten hat.

- Das Erscheinungsbild der ehemaligen Wasserburg Heidwiller geht im Wesentlichen auf das 16. Jahrhundert zurück. Bauveränderungen erfolgten im 18. und 19. Jahrhundert.

- Das ehemalige Bärenfelser Schloss in Hegenheim ist ein schlichter, in einem kleinen Park befindlicher Walmdachbau von 1737.
- Im ehemaligen Deutschordensschloss in Rixheim befindet sich heute ein Tapetenmuseum.
- Hagenthal-le-Bas besitzt einen stattlichen Herrensitz aus dem 16./17. Jahrhundert, der 1843 restauriert wurde.
- Das Schloss in Blotzheim ist ein barocker Adelssitz von 1730. Heute Schule/Missionsschule,

### Kirchen

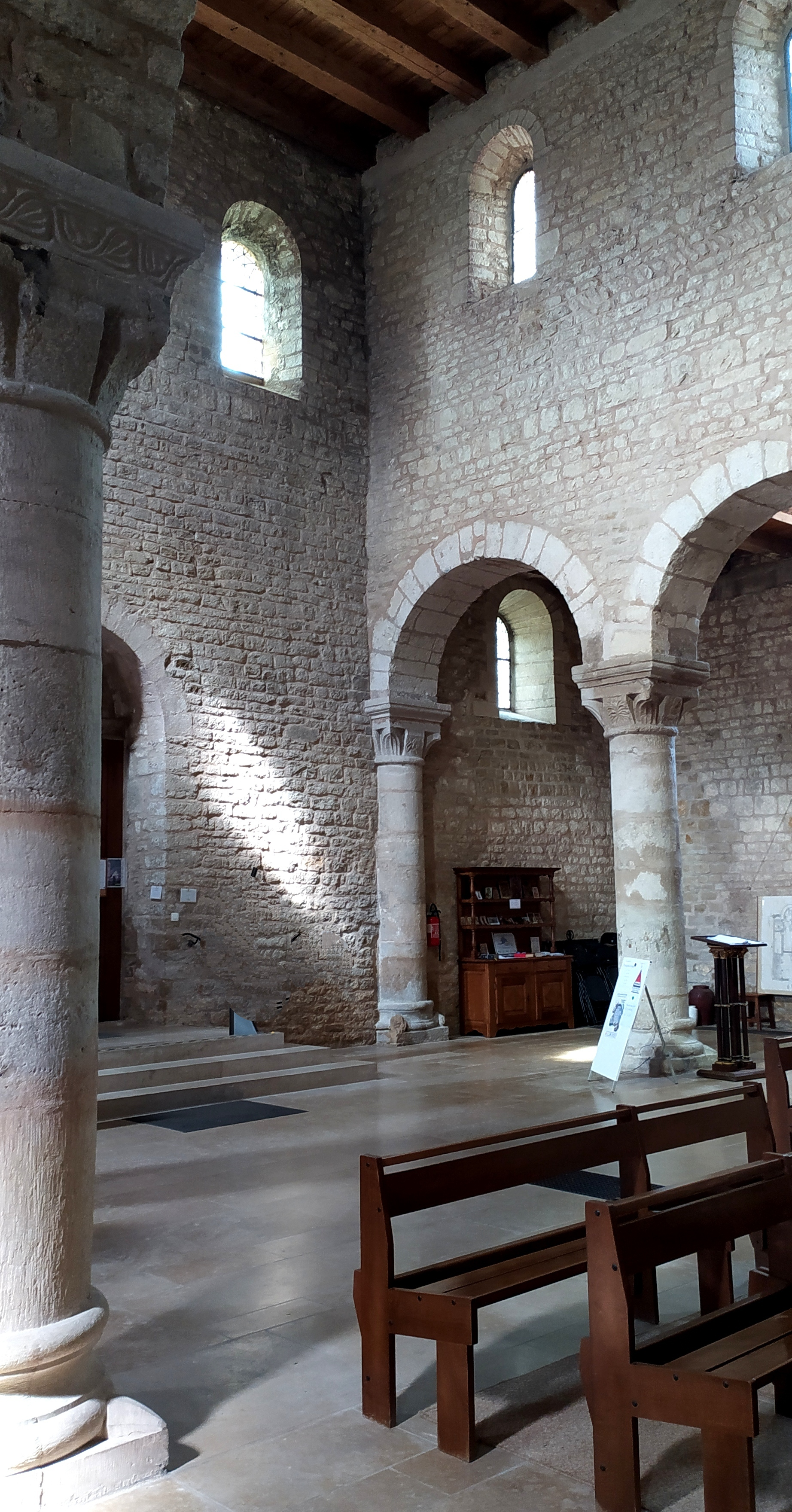
Kirche Feldbach

Die romanische Kirche von Feldbach gehörte zu einem 1144 gegründeten und im 16. Jahrhundert aufgegebenen Cluniazenserpriorat. Die Säulenkapitelle sind aber möglicherweise älter als das Gründungsdatum. (Der unpassende Turm 1910.) Die Restaurierung von 1975-77 hat das Raumbild des 12. Jahrhunderts wieder hergestellt.
Die ehemalige Abteikirche von Ottmarsheim ist ein achteckiger Zentralbau, der vereinfacht nach dem Vorbild der Aachener Pfalzkapelle Karls des Großen in ottonischer Zeit errichtet wurde. Geweiht 1049 durch Papst Leo IX. - Heilig-Kreuz-Kapelle von 1495. Im Chor ein spätgotischer Sakramentsschrein. Qualitätvolle Maria mit Kind aus der Barockzeit an einem Pfeiler. Spätgotische Wandmalereien. Zahlreiche Grabplatten von Äbtissinnen und Stiftsdamen. (Das Benediktinerkloster wurde schon früh in ein adliges Damenstift umgewandelt.) Das Chorgestühl und ein Chorpult befinden sich heute in der Pfarrkirche im Bantzenheim. Das steinsichtige Innere entspricht nicht dem ursprünglichen Zustand; schon in ottonischer Zeit bedeckten (nicht erhaltene) Wandmalereien den Innenraum.
Reste der 1123 gegründeten, 1792 aufgegebenen Zisterzienserabtei Lützel. Von dem bedeutenden Kloster gingen sieben Tochtergründungen aus, darunter Salem (Oberschwaben), St. Urban (Kt. Luzern), Kaisheim (in Bayern). Von der nach 1792 abgebrochenen Klosteranlage sind nur noch das schlichte Herren- und Fremdenhaus, einige unbedeutende Baulichkeiten und der Klosterweiher vorhanden.
Die Burnkirche, eine Chorturmkirche, war bis 1742 Pfarrkirche von Illfurth. Die jetzige Bausubstanz stammt hauptsächlich aus dem 14. und 15. Jahrhundert. Bauveränderungen gab es in der Barockzeit und 1862. Aus dem 15. Jahrhundert Wandmalereien, ein spätgotischer Sakramentsschrein und ein Heiliggrab.
Luemschwiller: In der neugotischen Kirche (1871, Chorturm 13. Jahrhundert mit Sakramentsschrein) befindet sich ein wertvoller Marienleben-Altaraufsatz vom Ende des 15. Jahrhunderts, der Hans Baldung Grien zugeschrieben wurde.
Die Hippoltskirche von 1781 bei Sondersdorf besitzt eine interessante Kassettendecke aus dem 17. oder frühen 18. Jahrhundert (aus der alten Pfarrkirche übernommen).
Die Pfarrkirche von Folgensbourg besitzt beachtenswerte Barockaltäre. Das Gemälde im linken Seitenaltar stammt von Carl Jacob Stauder. Auch Koestlach hat eine beachtenswerte barocke Innenausstattung.

### Orte
Altkirch Die neuromanische Pfarrkirche von 1845 (an der Stelle einer Burg) besitzt noch Ausstattungsstücke vom Vorgängerbau. Die Orgel aus dem Unterlindenkloster in Colmar stammt ursprünglich aus der Silbermann-Werkstatt.
Die neuromanische St. Morand-Kirche im historischen Friedhof (1886 von Charles Winkler) mit der Grab-Tumba des Heiligen Morand aus dem 12. Jahrhundert und einem romanischen Tympanon.
An der Place de la République: Das Rathaus von 1780 aus der Louis XVI-Zeit noch eher barock. Das Sundgaumuseum aus dem späten 16. Jahrhundert im ehemaligen Vogtshaus. Im neugotischen Brunnen von 1857 eine gotische Marienstatue unter einer Fiale, beides aus der abgebrochenen mittelalterlichen Kirche. Zahlreiche im Kern noch aus dem 16./17. Jahrhundert stammende Wohnhäuser. Reste der Stadtbefestigung. Die spätklassizistische Halle aux Blés (Kornspeicher) von 1843 am Platz Xavier-Jourdain.
Pfirt (Ferette) Das malerisch unter den Burgen gelegene Städtchen besitzt zahlreiche gut erhaltene historische Häuser z. Bsp. Zehnt-, Vogts- und Pfarrhaus. Die Pfarrkirche mit mittelalterlichem Turm und Chor (um 1300) sowie neugotischem Schiff (1914) mit guter neugotischer Ausstattung. Das Rathaus an der malerischen Rue du Château von 1572 mit spätgotischen Fenstergruppen und dem Wappen der Habsburger und Pfirter.

### Wertvolles Kulturgut: die Fachwerkbauten des Sundgaus
Der bemerkenswert gut bewahrte Bestand an Fachwerkbauten im Sundgau stellt ein wertvolles kulturelles Erbe dar. In den Dörfern trifft man nicht nur auf eine Vielzahl von Fachwerkhäusern vom 17. bis 19. Jahrhundert, sondern auch auf eine ganze Anzahl älterer Bauten, die den Dreißigjährigen Krieg überstanden haben. In Friesen steht das bisher ältestdatierte Haus Rue Principale Nr. 49 aus dem Jahr 1500. In Ballerdorf zum Beispiel stammt das Haus Nr. 2 in der Rue de la Paix von 1554 (im Türsturz datiert), das Haus an der Rue des Vergers Nr. 16 von 1550. (Im Écomusée d’Alsace steht ein Haus aus Hésingue von 1574, ein weiteres aus Schlierbach von 1529.)

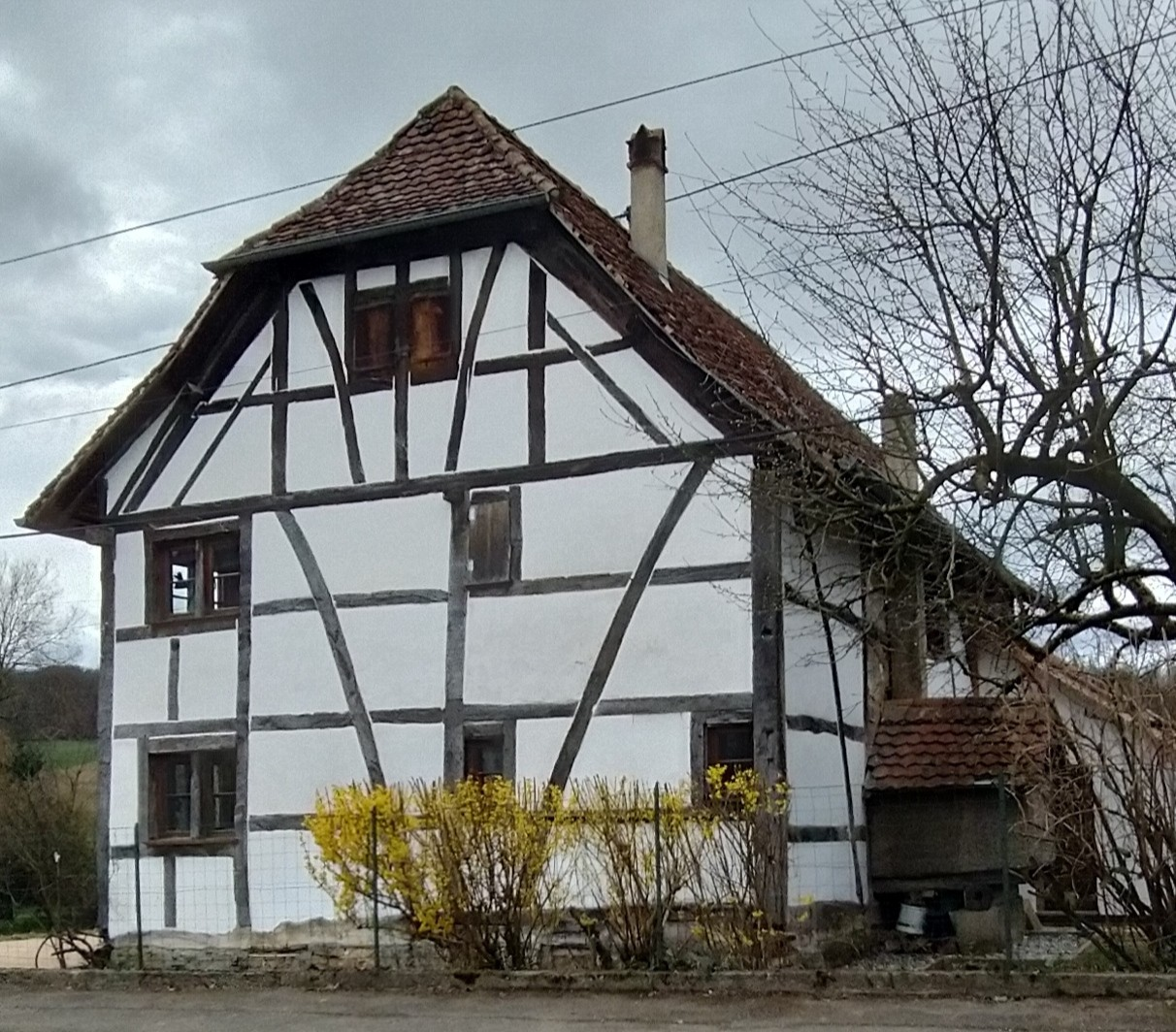
Haus in der altertümlichen Ständerbauweise: Traufwandhohe Wandständer, geschossübergreifende Langstreben, große Gefache, partiell symmetrisch

Diese alten Häuser wurden in der altertümlichen Ständer-(auch:Geschoss-)bauweise errichtet. Das Dachwerk ruht dabei auf (trauf-)wandhohen Ständern, in welche die Geschossdecken eingehängt werden. Die zur Aussteifung nötigen, oft leicht gekrümmten Streben sind entsprechend geschossübergreifend lang. Erst später wurden kurze, nur geschosshohe Streben üblich.
Eine wichtige Neuerung war der Übergang zur Stockwerk-(Rähm-)bauweise, die im östlichen Sundgau schon zu Beginn des 17. Jahrhunderts auftauchte und sich bis zum Ende des Jahrhunderts weitestgehend durchsetzte. Nach 1700 war die Ständerbauweise nur noch im westlichsten Sundgau üblich. Bei der Stockwerkbauweise wird jedes Stockwerk für sich abgezimmert, das obere Stockwerk dem unteren aufgesetzt. An der Traufwand sieht man das Rähm, den horizontalen Balken, der das Erdgeschoss abschließt, darüber die Köpfe der Deckenbalken und darüber wieder die Schwelle des für sich unabhängig gezimmerten oberen Stockwerks. Auf den verlängerten Deckenbalken ließen sich auch die im östlichen Sundgau beliebten freitragenden Lauben problemlos anbringen.
Ein Fortschritt war auch der den Dachraum freihaltende liegende Stuhl, der allerdings auch im Sundgau schon bei Häusern des 16. Jahrhunderts statt des stehenden Stuhls gebräuchlich war. Zuerst auf das Innere des Dachraumes beschränkt, erschien etwa ab 1600 diese trapezförmige Konstruktion – von außen sichtbar – auch in der Giebelwand.
Nach dem Dreißigjährigen Krieg wurden erst ab den Sechzigerjahren – mit einem Höhepunkt in den Achtzigern – im Zuge der Wiederbesiedlung des entvölkerten Landes vermehrt Häuser gebaut. Dabei hielt man sich noch bemerkenswert lange – stellenweise bis ins 18. Jahrhundert - an die eigentlich überholte Bauweise der Vorkriegszeit. So ist es schwer, vom Augenschein her zu bestimmen, ob ein Haus noch spätmittelalterlich ist oder erst im späten 17. Jahrhundert errichtet wurde. Verschiedentlich besitzen die Häuser vom 16. bis 17. Jahrhundert dreiteilige Stubenfenster, wie sie auch bei den Steinhäusern (mit spätgotisch gekehlten Laibungen und Pfosten) schon vor dem Krieg üblich waren. Häufig wurde später aus Steuergründen eine dieser Öffnungen geschlossen.
Das Fachwerk der älteren Häuser aus dem 16. und 17. Jahrhundert ist variantenreich und mehr oder weniger symmetrisch strukturiert. Schmuckformen wie Andreaskreuze (natürlich auch als Verstrebung nützlich), Rautenmuster, durchkreuzte Kreise und anderes mehr wurden ab etwa 1570 allgemein üblich. Die Gefache sind größer, das Fachwerk also deutlich weitabständiger als in späteren Zeiten.

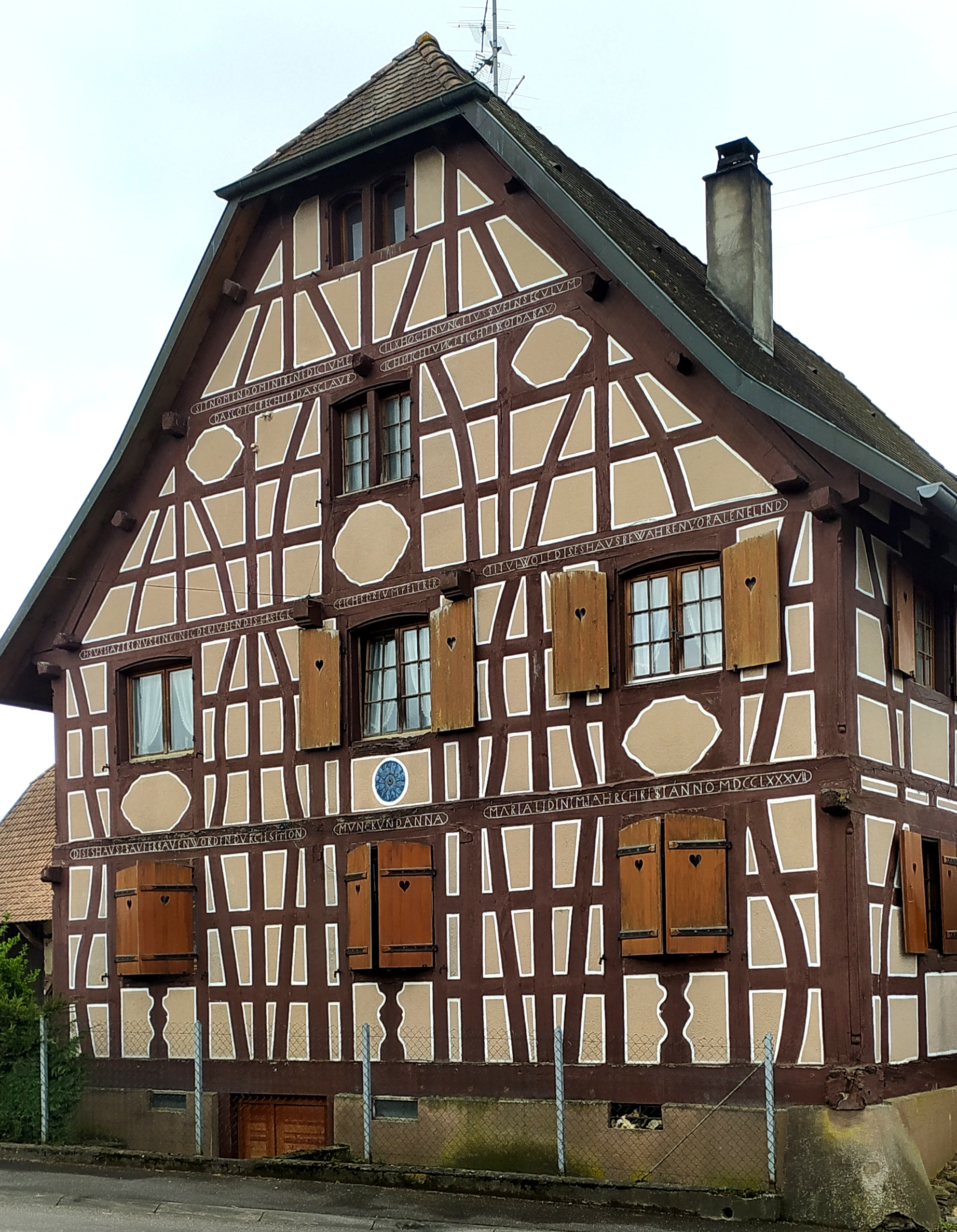
Haus von 1787: Engmaschiges, regelmäßiges und konsequent symmetrisches Fachwerk. In den Jahren um 1800 im östlichen Sundgau beliebt: die Balusterpfosten und Kartuschen in den Fensterbrüstungen. Stichbogenfenster. Rähmbalken mit Inschrift. Stockwerkbauweise.

Im 18. Jahrhundert setzte erst in der zweiten Hälfte wieder eine intensivere Bautätigkeit ein. Das Fachwerk wurde nun regelmäßiger und engmaschiger, konsequent symmetrisch, aber auch uniformer. Auf die oben erwähnten Schmuckmotive des 16. und 17. Jahrhunderts wurde nun fast immer verzichtet. Dagegen entstanden in den letzten Jahrzehnten des 18. Jahrhunderts und in den ersten des folgenden Häuser mit eigentlich noch aus der Barockzeit stammenden Verzierungen der Fensterbrüstungen. Diese besitzen im Erdgeschoss einen mittigen Balusterpfosten, im Obergeschoss kartuschenartig verzierte Gefache. Die Fenster selbst wurden vielfach mit einem Stichbogen versehen. Schon im 17. Jahrhundert hatte man Inschriften – oft mit Baudatum – und Schnitzereien vorwiegend am giebelseitigen Fachwerk angebracht. Im 18. Jahrhundert treten Inschriften vermehrt auf, oft mit religiösem Inhalt.
Der Trend zur Engmaschigkeit, zur perfekten Symmetrie, generell zu einer harmonischen Regelmäßigkeit verstärkte sich im 19. Jahrhundert. Gerade bei den Fassaden traufständiger Häuser wirkt das eigentlich konstruktiv begründete Fachwerk ausgesprochen dekorativ.
Die Dächer der Fachwerkhäuser besitzen meistens einen Krüppelwalm, der manchmal zum Halbwalm erweitert ist. Nicht selten wurde auch auf den Walm verzichtet. Die beliebten giebelseitigen Wetterschutzdächer können, wie z. Bsp. in Grentzingen, auf die dem Westwetter ausgesetzte Straßenseite beschränkt sein.
Die Gefache sind in der Regel mit Lehm gefüllt, der an ein ins Gefach eingefügtes Gerüst von senkrechten Stäben und um diese gewundene Zweige angetragen wird. Dem Lehm kann Häcksel oder Spreu beigefügt sein. Selten ist eine Bemalung der Gefache erhalten.

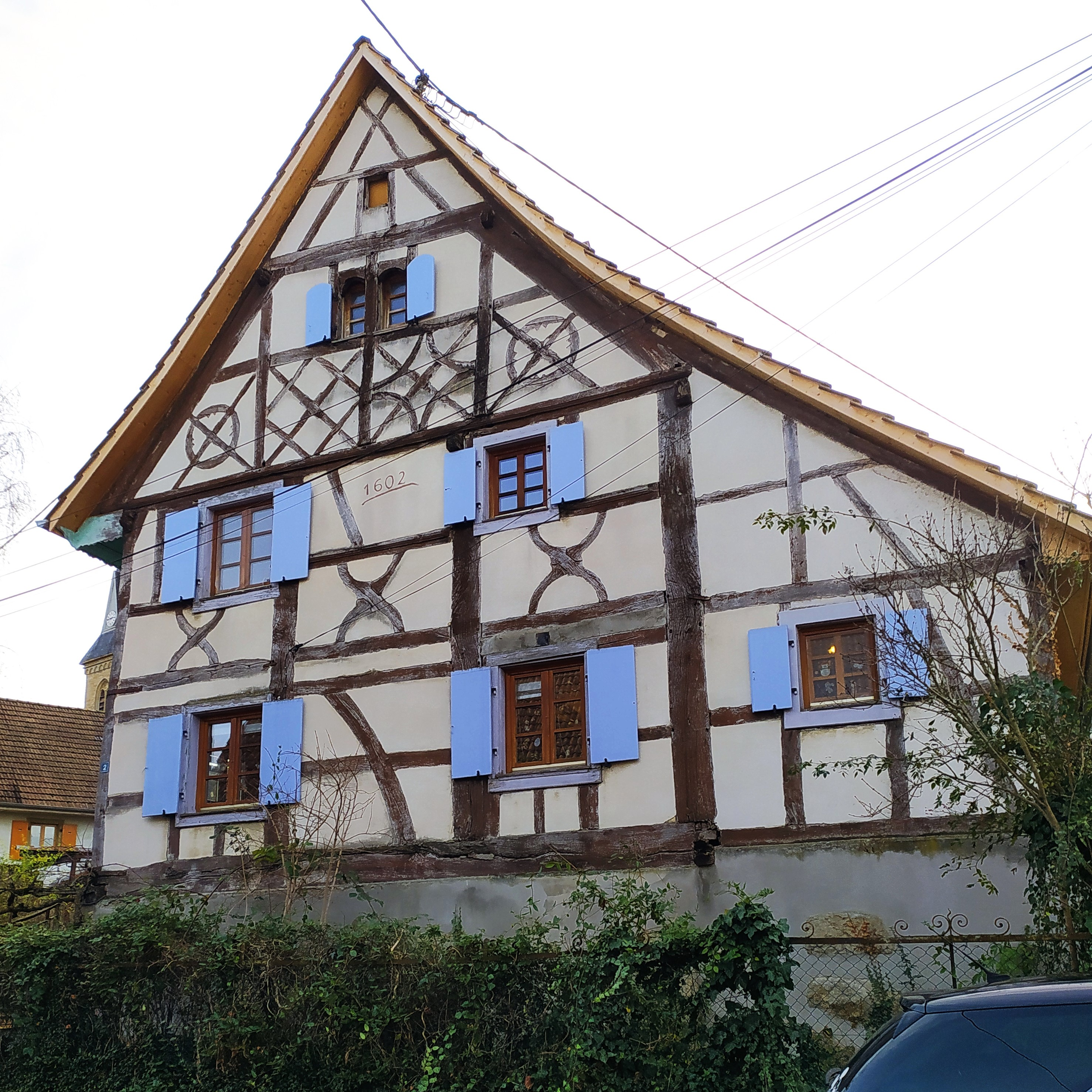
Haus aus der Zeit vor dem 30jährigen Krieg (1602) in Magstatt-le-Bas (Dach neu). Dekoratives Fachwerk mit geschweiften Andreaskreuzen (Scherenstühlen), Rauten usw.

Interessante Fachwerkdörfer (eine kleine Auswahl): Eine Anzahl Häuser mit altertümlichem Fachwerk findet sich in der Rue du Ruisseau in Ballersdorf. Auch in Wolfersdorf stehen noch einige alte Häuser, dort interessant auch die Mühle. In Grentzingen stehen längs der Hauptstraße eine Vielzahl Häuser aus dem 18. und 19. Jahrhundert in Stockwerkbauweise, in der Rue de Willer noch ein paar altertümliche Häuser in Ständerbauweise. In Willer lohnt sich ein Abstecher in die Rue des Seigneurs. Unter den Häusern in Hirtzbach links und rechts des Baches befinden sich auch einige in der altertümlichen Ständerbauweise. (Siehe auch die entsprechenden Abschnitte bei den genannten und anderen Dörfern!)

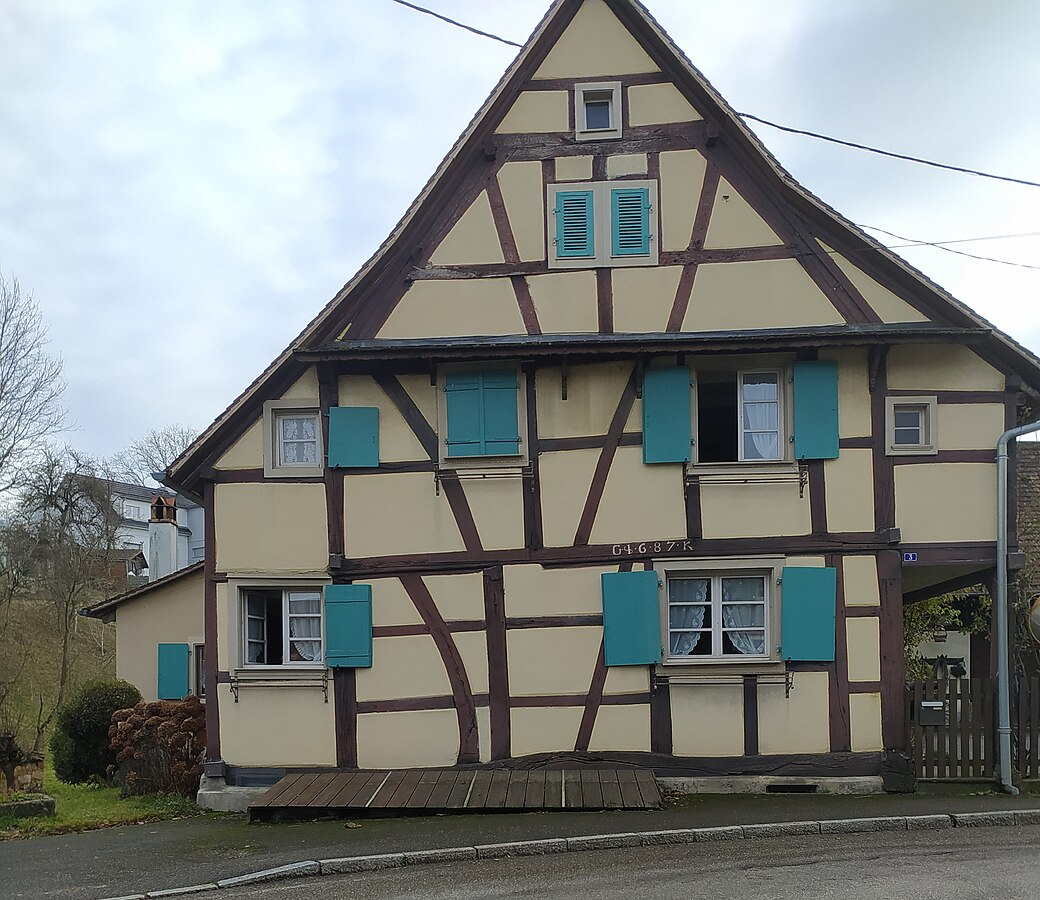
Fachwerkhaus in Kappelen, von 1687, aus der Wiederaufbauzeit nach dem Dreißigjährigen Krieg. Fachwerk noch altertümlich, nur partiell symmetrisch, Streben aber nur noch geschosshoch. Ursprünglich mit dreiteiligem Stubenfenster. An der Traufseite eine Laube. Der liegende Stuhl im Giebelfeld sichtbar. Alle Holzverbindungen verzapft.

### Verschiedenes
La Petite Camargue bei St.-Louis:  Naturschutzgebiet mit Auwald, Sumpfwiesen, Teichen, ehemaligen Rheinarmen und interessanter Flora und Fauna. Schottische Hochlandrinder als Landschaftspfleger. Von den Gebäuden der ehemaligen, unter Napoleon III. 1852 gegründeten Fischzuchtanstalt ist das historische Direktorenwohnhaus mit seiner pittoresken Holzarchitektur bemerkenswert. Informationen beim ehemaligen Schleusenwärterhaus und bei der Fischzuchtanstalt. Dauerausstellungen  Mémoire du Saumon (zur Geschichte des Lachsfanges und der Lachszucht) und zum Thema Rhein. Beobachtungsstationen im Gelände.
Das Maison de la Nature du Sundgau in Altenach
Der Buxberg bei Tagolsheim ist für Naturfreunde von Interesse. Buchsvorkommen am Nordrand seiner Verbreitung. Reiche Trockenrasenflora, zahlreiche Schmetterlings- und Vogelarten.
Die historischen Eisenbahnviadukte (Mitte 19. Jahrhundert) von Ballersdorf und Manspach
Die Schleusentreppe des Rhein-Rhône-Kanals zwischen Wolfersdorf und Valdieu-Lutran mit 16 Schleusen auf  5 km und einer die Larg überquerenden Kanalbrücke bei Wolfersdorf.
Der Judenfriedhof von Hegenheim, eingerichtet im 17. Jahrhundert mit mehreren tausend Gräbern und etwa 2800 Grabsteinen.
Der deutsche Soldatenfriedhof bei Illfurth

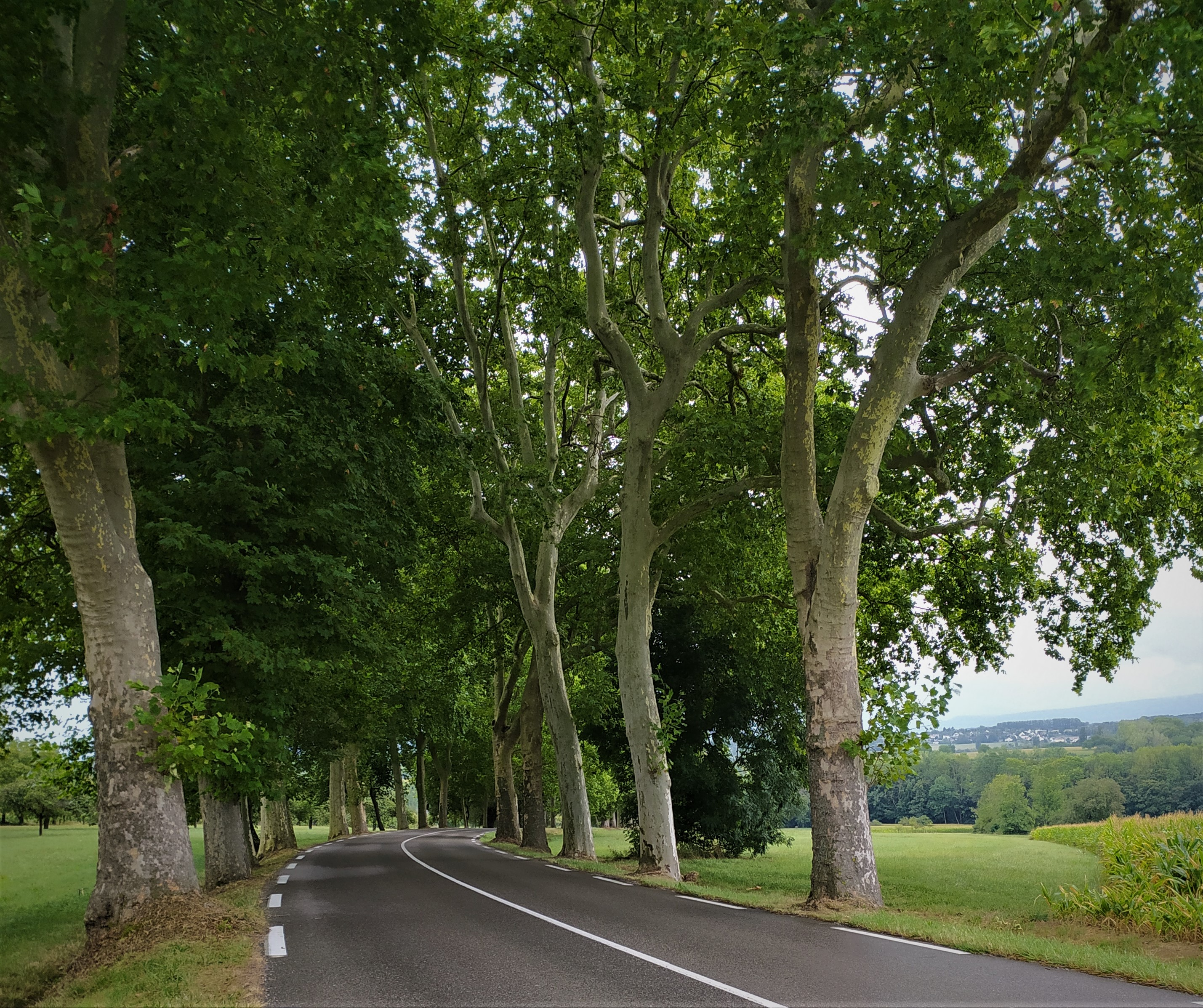
Die unter Napoleon III. angelegte Allee bei Ranspach-le-Bas